# Campionato mondiale di Formula 1 2017
Il campionato mondiale di Formula 1 2017 organizzato dalla FIA è stato, nella storia della categoria, il 68º ad assegnare il campionato piloti e il 60º ad assegnare il campionato costruttori. È iniziato il 26 marzo ed è terminato il 26 novembre, dopo venti gare, una in meno della stagione precedente.
Il titolo piloti è stato vinto, per la quarta volta nella sua carriera, da Lewis Hamilton, mentre il titolo costruttori è stato vinto per la quarta volta consecutiva dalla Mercedes.

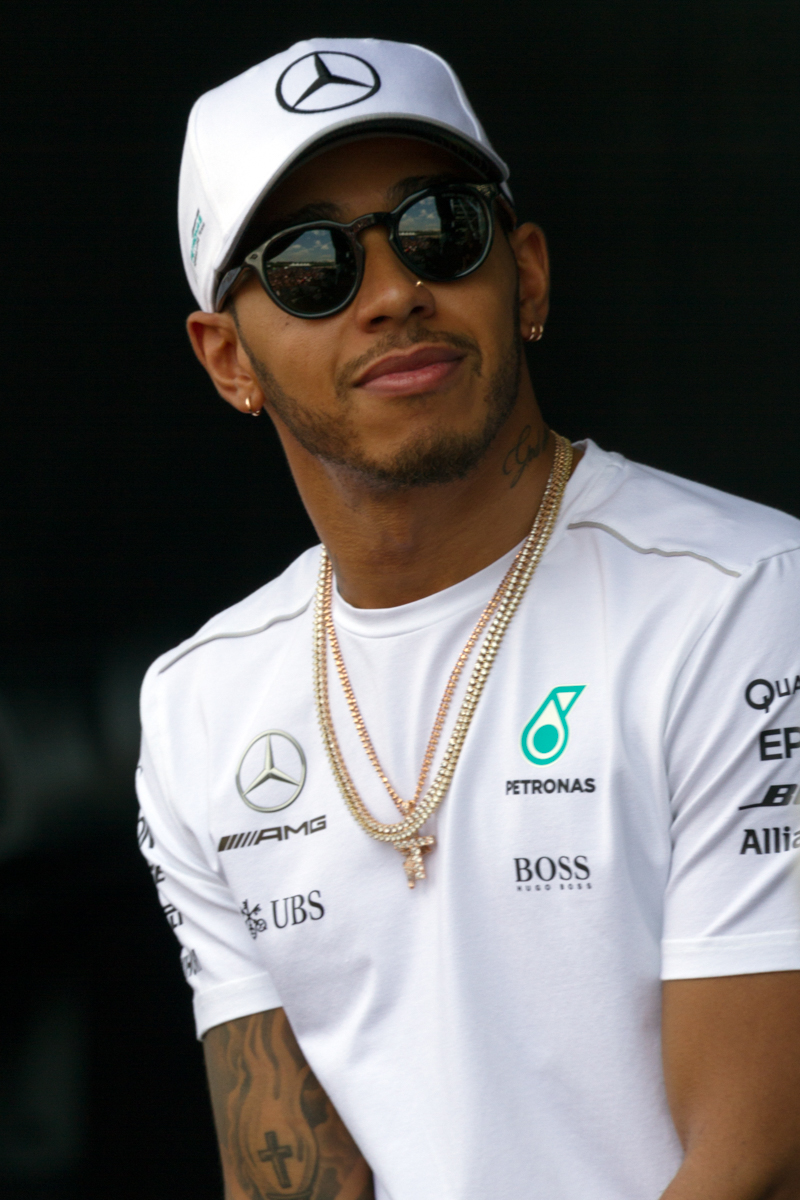
Lewis Hamilton si aggiudica, per la quarta volta, il titolo piloti.

## La pre-stagione

### Il calendario

In verde sono segnati i paesi che nel 2017 hanno ospitato un Gran Premio di Formula 1, con sedi del circuito segnate con un punto nero. In grigio scuro sono quelli che li hanno ospitati in passato, gli ex circuiti ospitanti sono contrassegnati con un punto bianco.

Nel settembre del 2016 venne presentata la prima bozza di calendario, per il 2017. La stagione sarebbe iniziata il 26 marzo, col Gran Premio d'Australia, e si sarebbe conclusa, il 26 novembre, col Gran Premio di Abu Dhabi. Il calendario prevedeva ventuno gare, con in dubbio il Gran Premio di Germania, da disputarsi sempre all'Hockenheimring. Prima del Gran Premio della Malesia 2016, il Consiglio Mondiale della FIA, approvò la prima versione ufficiale del calendario. Vennero confermati ventuno gran premi, anche se tre di questi, Germania, Brasile e Canada, erano ancora soggetti a conferma. Le date di apertura e chiusura della stagione erano invece confermate.
In seguito venne garantita la tenuta del Gran Premio del Canada. Viene depennato, invece, il Gran Premio di Germania, che tornerà in calendario nel 2018, mentre resta in dubbio la tenuta del Brasile. Rispetto al 2016 la gara in Cina è anticipata rispetto a quella in Bahrain. Gli orari della partenza di tutte le gare sono confermati.
| Gara | Nome ufficiale del Gran Premio          | Circuito                         | Sede              | Data         | Ora    | Ora   | Ora   | Pneumatici disponibili | Diretta TV      |
| Gara | Nome ufficiale del Gran Premio          | Circuito                         | Sede              | Data         | Locale | UTC   | ITA   | Pneumatici disponibili | Diretta TV      |
| ---- | --------------------------------------- | -------------------------------- | ----------------- | ------------ | ------ | ----- | ----- | ---------------------- | --------------- |
| 1    | Rolex Australian Grand Prix             | Albert Park Circuit              | Melbourne         | 26 marzo     | 16:00  | 05:00 | 07:00 | US - SS - S            | Sky Sport       |
| 2    | Heineken Chinese Grand Prix             | Shanghai International Circuit   | Shanghai          | 9 aprile     | 14:00  | 06:00 | 08:00 | SS - S - M             | Sky Sport       |
| 3    | Gulf Air Bahrain Grand Prix             | Bahrain International Circuit    | Manama            | 16 aprile    | 18:00  | 15:00 | 17:00 | SS - S - M             | Sky Sport e Rai |
| 4    | VTB Russian Grand Prix                  | Sochi Autodrom                   | Soči              | 30 aprile    | 15:00  | 12:00 | 14:00 | US - SS - S            | Sky Sport       |
| 5    | Gran Premio de España Pirelli           | Circuito di Barcellona-Catalogna | Montmeló          | 14 maggio    | 14:00  | 12:00 | 14:00 | S - M - H              | Sky Sport       |
| 6    | Grand Prix de Monaco                    | Circuito di Monte Carlo          | Monaco            | 28 maggio    | 14:00  | 12:00 | 14:00 | US - SS - S            | Sky Sport e Rai |
| 7    | Grand Prix du Canada                    | Circuit Gilles Villeneuve        | Montréal          | 11 giugno    | 14:00  | 18:00 | 20:00 | US - SS - S            | Sky Sport       |
| 8    | Azerbaijan Grand Prix                   | Circuito di Baku                 | Baku              | 25 giugno    | 17:00  | 13:00 | 15:00 | SS - S - M             | Sky Sport       |
| 9    | Großer Preis von Österreich             | Red Bull Ring                    | Spielberg         | 9 luglio     | 14:00  | 12:00 | 14:00 | US - SS - S            | Sky Sport e Rai |
| 10   | Rolex British Grand Prix                | Silverstone Circuit              | Silverstone       | 16 luglio    | 13:00  | 12:00 | 14:00 | SS - S - M             | Sky Sport       |
| 11   | Pirelli Magyar Nagydíj                  | Hungaroring                      | Mogyoród          | 30 luglio    | 14:00  | 12:00 | 14:00 | SS - S - M             | Sky Sport e Rai |
| 12   | Pirelli Belgian Grand Prix              | Circuito di Spa-Francorchamps    | Stavelot          | 27 agosto    | 14:00  | 12:00 | 14:00 | US - SS - S            | Sky Sport       |
| 13   | Gran Premio Heineken d'Italia           | Autodromo nazionale di Monza     | Monza             | 3 settembre  | 14:00  | 12:00 | 14:00 | SS - S - M             | Sky Sport e Rai |
| 14   | Singapore Airlines Singapore Grand Prix | Singapore Street Circuit         | Singapore         | 17 settembre | 20:00  | 12:00 | 14:00 | US - SS - S            | Sky Sport e Rai |
| 15   | Petronas Malaysia Grand Prix            | Sepang International Circuit     | Sepang            | 1º ottobre   | 15:00  | 07:00 | 09:00 | SS - S - M             | Sky Sport       |
| 16   | Japanese Grand Prix                     | Circuito di Suzuka               | Suzuka            | 8 ottobre    | 14:00  | 05:00 | 07:00 | SS - S - M             | Sky Sport       |
| 17   | United States Grand Prix                | Circuito delle Americhe          | Austin            | 22 ottobre   | 14:00  | 19:00 | 21:00 | US - SS - S            | Sky Sport e Rai |
| 18   | Gran Premio de México                   | Autodromo Hermanos Rodríguez     | Città del Messico | 29 ottobre   | 13:00  | 19:00 | 20:00 | US - SS - S            | Sky Sport e Rai |
| 19   | Grande Prêmio Heineken do Brasil        | Autódromo José Carlos Pace       | San Paolo         | 12 novembre  | 14:00  | 16:00 | 17:00 | SS - S - M             | Sky Sport       |
| 20   | Etihad Airways Abu Dhabi Grand Prix     | Yas Marina Circuit               | Abu Dhabi         | 26 novembre  | 17:00  | 13:00 | 14:00 | US - SS - S            | Sky Sport e Rai |

### La presentazione delle vetture
| Costruttore         | Telaio        | Data lancio | Luogo lancio                                                        |
| ------------------- | ------------- | ----------- | ------------------------------------------------------------------- |
| Williams F1         | FW40          | 17 febbraio | online                                                              |
| Sauber F1 Team      | C36           | 20 febbraio | online                                                              |
| Renault F1          | R.S.17        | 21 febbraio | The Lidley Hall, Londra                                             |
| Force India         | VJM10         | 22 febbraio | Circuito di Silverstone                                             |
| Mercedes AMG F1     | W08 EQ Power+ | 23 febbraio | Circuito di Silverstone                                             |
| Scuderia Ferrari    | SF70H         | 24 febbraio | Circuito di Fiorano (presentazione in streaming) + debutto in pista |
| McLaren             | MCL32         | 24 febbraio | McLaren Technology Centre, Woking, Regno Unito                      |
| Haas F1 Team        | VF-17         | 26 febbraio | online                                                              |
| Scuderia Toro Rosso | STR12         | 26 febbraio | Circuito di Catalogna                                               |
| Red Bull Racing     | RB13          | 26 febbraio | Circuito di Catalogna                                               |

### Test

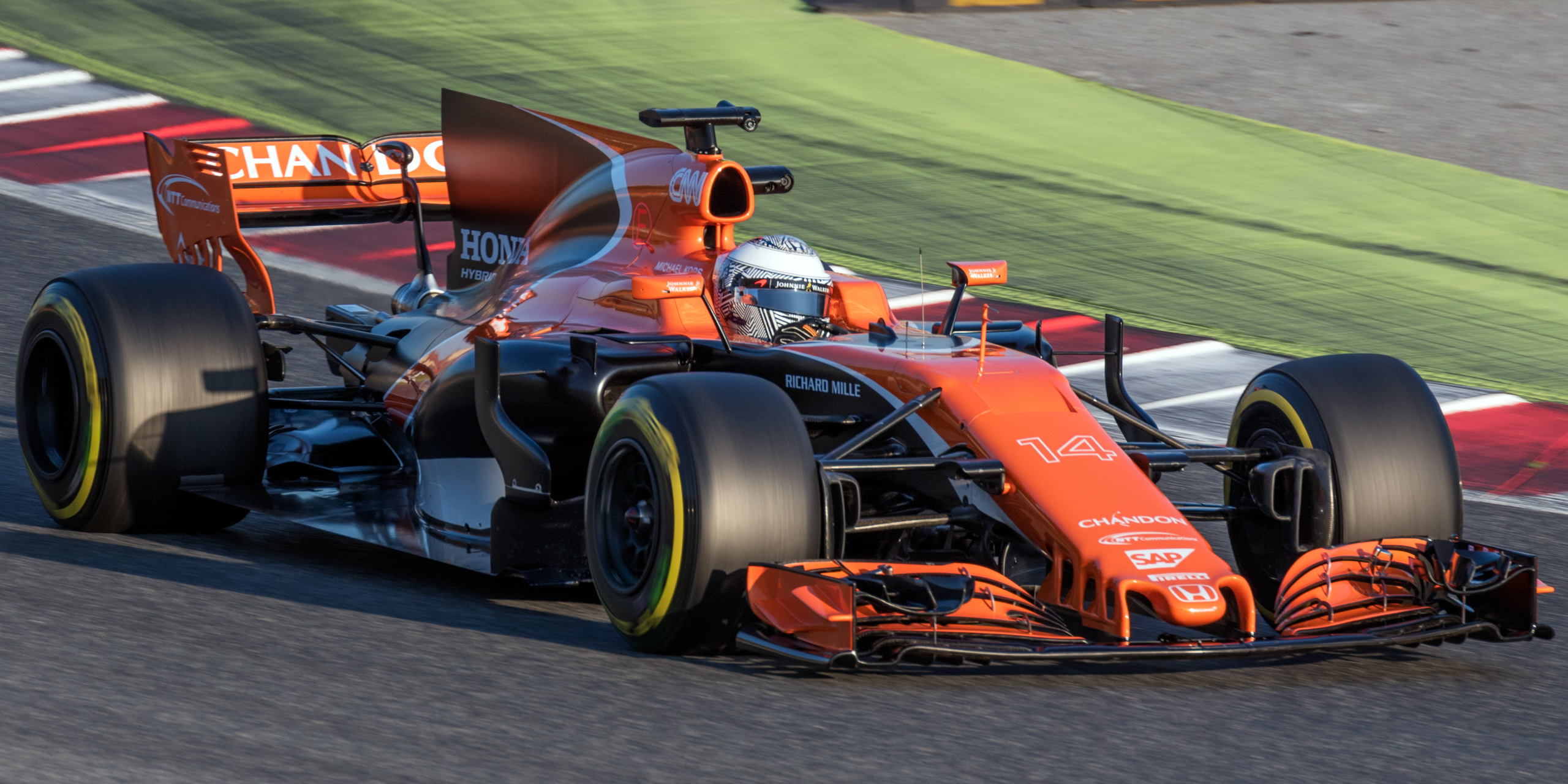
Nel 2017 la McLaren torna ad adottare una livrea, almeno parzialmente, arancione, come non accadeva dal.

I test prestagionali si sono tenuti in due sole sessioni, entrambe sul Circuito di Catalogna, dal 27 febbraio al 2 marzo, e dal 7 al 10 dello stesso mese.
Non viene accettata la proposta della Mercedes di effettuare i test invernali anche sulla pista di Manama, e non solo sul Circuito di Catalogna. Per poter effettuare dei test al di fuori d'Europa è necessario il consenso della maggioranza dei team.
In merito ai test interstagionali, sono stabilite due sessioni: la prima, il 18 e 19 aprile, sul Circuito di Manama, subito dopo il Gran Premio del Bahrein, mentre la seconda si effettuerà il 1º e 2 agosto, sull'Hungaroring, all'indomani del Gran Premio d'Ungheria. È prevista, infine, una terza sessione, da disputarsi sul Circuito di Yas Marina, il 28 e 29 novembre, dopo la fine della stagione, che avrà come scopo quello di testare le gomme ideate per la stagione 2018. Durante i test intrastagionali, le scuderie dovranno testare, per almeno due giorni sui quattro totali concessi, piloti che abbiano corso meno di tre gran premi in F1.
Al fine di consentire il test delle nuove gomme, che la Pirelli, fornisce a partire dalla stagione 2017, il Consiglio Mondiale della FIA ha stabilito venticinque giornate di prove, con le vetture di F1 del 2016, da effettuarsi durante le stagioni 2016, 2017 e 2018. Già nel corso del 2016 vi è stata la possibilità di testare le mescole 2017, ma su pneumatici della misura di quelli del 2016, e su vetture delle stagioni 2013 e 2014. Per il 2017 la FIA ha concesso un test, per gomme da bagnato, che si è tenuto sul Circuito di Fiorano nella prima metà di febbraio, oltre venticinque altre venticinque giornate di test, per testare le gomme ideate per il 2018. È stato anche stabilito, che nella prima sessione di test prestagionali, l'ultima giornata verrà effettuata su pista bagnata artificialmente, qualora il resto della sessione si tenga su pista asciutta.

### Accordi e fornitori

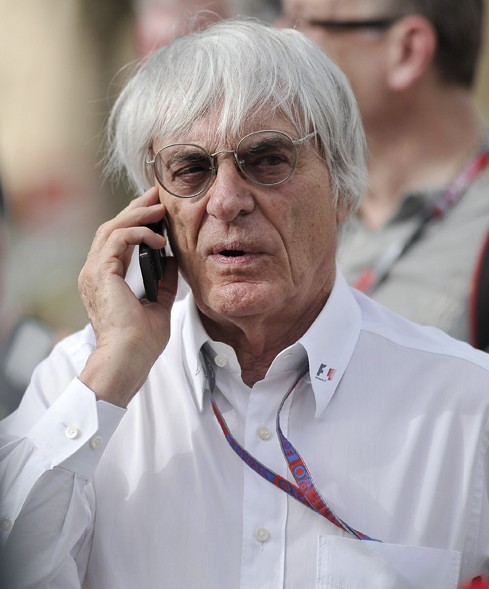
Bernie Ecclestone, a seguito del passaggio di proprietà della società che gestisce il campionato, dopo quarant'anni perde la sua funzione di amministratore delegato.

La compagnia statunitense Liberty Media acquista, per 8 miliardi di dollari, i diritti sul campionato dalla CVC. La Liberty Media opera nel campo dei mezzi di informazione ed è di proprietà di John Malone. L'acquisto verte sulla maggioranza delle azioni della Delta Topco, che possiede i diritti dei gran premi. La vendita è stata ratificata dal Consiglio Mondiale della FIA durante una riunione tenuta a Ginevra il 18 gennaio 2017. La FIA mantiene l'1% delle quote della Delta Topco. La compagnia statunitense ha offerto alle scuderie, partecipanti al mondiale, la possibilità di acquistare azioni della società. Chase Carey, attuale vice presidente della 21st Century Fox, è il nuovo presidente e amministratore delegato della Formula 1, mentre Bernie Ecclestone, che avrebbe dovuto svolgere quest'ultima funzione, diventa presidente onorario. Ecclestone svolgeva questa funzione dalla fine degli anni settanta. Ross Brawn, in passato tecnico di diverse scuderie di F1, nonché team principal della Brawn GP, è nominato Motor Sports Managing Director della nuova compagine. Sean Bratches è posto al vertice della struttura commerciale.
La Red Bull conferma il prolungamento dell'accordo con la Renault, per la fornitura dei propulsori, fino alla stagione 2018. La casa francese, che fornisce la scuderia austriaca dal 2007, fornirà di nuovo i motori anche alla scuderia satellite Toro Rosso. La TAG Heuer continuerà a sponsorizzare i motori forniti alla Red Bull. La Sauber e la Scuderia Ferrari prolungano, al 2017, l'accordo per l'uso dei motori italiani da parte della scuderia elvetica. I motori saranno però nella specifica 2016.
La Petrobras, fornitrice del carburante alla Williams, comunica che non proseguirà ad appoggiare il team britannico nel 2017. La Renault abbandona la fornitura di carburanti da parte della Total, e si accorda, con un contratto di cinque anni, con la British Petroleum: la casa britannica fornirà il carburante mentre i lubrificanti verranno forniti da un'azienda da essa controllata, la Castrol. Un analogo accordo è concluso tra la casa britannica e la McLaren, dopo la partenza della ExxonMobil verso la Red Bull Racing e la Scuderia Toro Rosso.
Da questa stagione, l'azienda produttrice di birra Heineken sponsorizza, oltre al Gran Premio d'Italia, anche quello di Cina e quello del Brasile. Il Gran Premio di Russia si accorda con la VTB Bank, per l'abbinamento al proprio nome. La Pirelli torna ad intitolare il Gran Premio d'Ungheria, come già fatto nelle edizioni 2014 e 2015 e, per la prima volta, anche il Gran Premio del Belgio.

## Scuderie e piloti

### Scuderie
Nel corso del 2015 la Federazione ha lanciato un nuovo bando per la ricerca di un'ulteriore scuderia. Inizialmente le richieste sarebbero dovute pervenire entro il 23 giugno, ma la FIA ha successivamente deciso di prorogare il termine di presentazione delle candidature al 23 luglio. Questo nuovo team dovrebbe esordire nella stagione 2016 o 2017. La Federazione stabilì nel 30 settembre la data limite per l'eventuale accettazione di un nuovo team nel campionato. Il 14 agosto la FIA invece annuncia che nessuna delle due offerte arrivate soddisfa i criteri stabiliti per l'accesso al campionato, confermando così che solo undici team sono ammessi alla stagione 2016.
Nel gennaio del 2017 la Just Racing Services Ltd, società che gestisce tutta la struttura della Manor Racing, viene posta in amministrazione controllata. Tale decisione, dovuta all'assenza di liquidità della società, pone a rischio la prosecuzione dell'attività sportiva. Stephen Fitzpatrick, proprietario del team, aveva assicurato che la perdita del decimo posto nella classifica costruttori non avrebbe inciso sulla sopravvivenza del team. Nel dicembre del 2016 non si era concretizzata la possibilità di cedere il team a Ron Dennis, ex patron della McLaren, supportato da una cordata asiatica. La Manor ha chiesto alla FIA di poter partecipare alle prime tre gare della stagione con la vettura del 2016, aggiornata al regolamento del 2017. Il 27 gennaio viene comunicato che la Manor cessa la sua attività, quindi non prenderà parte al mondiale di Formula 1. Il numero così di scuderie ammesse al campionato scende a dieci.

### Piloti

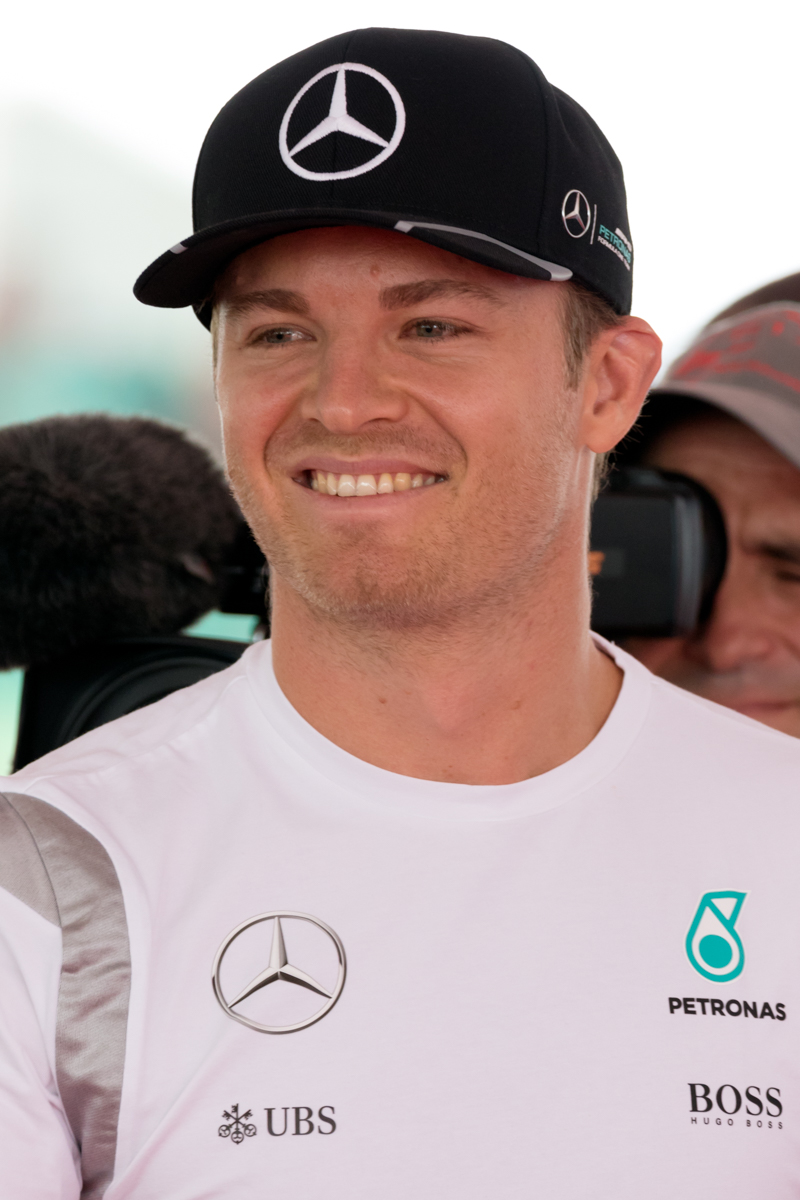
Nico Rosberg, campione del mondo nel 2016, ritiratosi dopo la medesima stagione.

La Ferrari, la Red Bull e la Toro Rosso confermano i loro piloti.
Nel dicembre 2016, pochi giorni dopo la vittoria del titolo mondiale, Nico Rosberg ha annunciato, sul suo profilo Facebook, la sua intenzione di ritirarsi dalla Formula 1. Nico è il quinto pilota dopo Mike Hawthorn nel 1958, Jackie Stewart nel 1973, Nigel Mansell nel 1992 e Alain Prost nel 1993, ad abbandonare il circus da campione del mondo in carica. Nel corso della stagione il tedesco aveva annunciato il prolungamento del suo contratto con la Mercedes ancora per due anni. In suo luogo la scuderia tedesca sceglie il pilota della Williams, Valtteri Bottas. Rosberg rimane quale "ambasciatore" della Mercedes.
A seguito di questo passaggio di team Felipe Massa decide di tornare in F1; poco prima del Gran Premio d'Italia 2016, infatti, Massa aveva annunciato il proprio ritiro dalla Formula 1, dopo quattordici stagioni nel campionato.
La stessa Williams aveva già annunciato, quale pilota titolare, per la stagione 2017, il diciottenne Lance Stroll. Il canadese si è aggiudicato la F4 italiana nel 2014, e la F3 europea nel 2016. Stroll sceglie come numero il 18, utilizzato, per l'ultima occasione, da Jean-Éric Vergne nel Gran Premio del Brasile 2013. È il primo pilota canadese in F1 dal Gran Premio di Germania 2006, ultima gara di Jacques Villeneuve.
Il pilota tedesco della Force India Nico Hülkenberg annuncia il suo passaggio alla Renault, a partire dalla stagione 2017. Le due parti hanno raggiunto un accordo pluriennale, senza però specificarne la durata. Inizialmente Nico Hülkenberg aveva confermato la sua permanenza in Force India, anche per la stagione 2017. Alla Force India, al posto di Hülkenberg, viene ingaggiato il pilota della Manor Esteban Ocon. L'altro pilota della Manor, Pascal Wehrlein, è ingaggiato dalla Sauber, per sostituire Felipe Nasr.
Il pilota danese Kevin Magnussen lascia la Renault per accasarsi alla Haas, dove viene confermato Romain Grosjean.
Il pilota della McLaren, Jenson Button, ha annunciato la sua volontà di abbandonare il ruolo di pilota titolare in F1, almeno per la stagione 2017. Button rimarrà quale terzo pilota e "ambasciatore" del team e si è reso disponibile a sostituire in caso di necessità uno dei due piloti titolari, che saranno Fernando Alonso e Stoffel Vandoorne. Il britannico correva nel campionato dal 2000. Alla vigilia del Gran Premio di Abu Dhabi 2016, il campione del mondo 2009 annuncia il suo ritiro dalla F1. Il pilota belga Stoffel Vandoorne, che ha già disputato il Gran Premio del Bahrein 2016, sceglie come numero il 2, che mancava nel campionato dal Gran Premio del Brasile 2013, quando era stato usato da Mark Webber, allora pilota Red Bull Racing. Vandoorne, nella gara del 2016, aveva utilizzato il numero 47.
Nella prima gara della stagione, in Australia, Pascal Wehrlein, pilota della Sauber, rinuncia a proseguire l'impegno nel weekend, dopo le sessioni del venerdì, per il riacutizzarsi dei dolori, dovuti a un incidente occorso in una gara dimostrativa, effettuata d'inverno. Al suo posto debutta in F1 Antonio Giovinazzi, che utilizza il numero 36, che mancava, in gara, dal Gran Premio di Germania 1990, usato da JJ Lehto. È il primo italiano a correre nel Campionato mondiale dal Gran Premio del Brasile 2011. Dal Gran Premio del Bahrein Wehrlein torna al volante della Sauber, dopo aver saltato i primi due gran premi.
Fernando Alonso annuncia che parteciperà alla 500 Miglia di Indianapolis, al volante di una Dallara-Honda, gestita dalla McLaren, col supporto del team di Michael Andretti. La scuderia britannica aveva partecipato, per l'ultima volta, alla gara statunitense nel 1976, gara vinta con Johnny Rutherford. Vista la contemporaneità col Gran Premio di Monaco, la McLaren indica come suo sostituto la terza guida Jenson Button, già pilota del team dal 2010 al 2016.
Nella notte tra venerdì e sabato, durante il weekend del Gran Premio d'Ungheria, il pilota della Williams Felipe Massa accusa un malessere, tanto da essere portato per accertamenti in un ospedale di Budapest; visto il miglioramento delle condizioni di salute il brasiliano partecipa alle terze prove libere. A causa del perdurare delle cattive condizioni fisiche del brasiliano, la Williams decide di sostituirlo, per il resto del weekend, con Paul di Resta. Il britannico ha già corso cinquantotto gran premi di F1, l'ultimo al Gran Premio del Brasile 2013. Utilizza il numero 40, che mancava, in gara, dal Gran Premio di Francia 1989, usato da Gabriele Tarquini.
Il 26 settembre, alla vigilia del weekend del Gran Premio della Malesia, la Toro Rosso annuncia la decisione di sostituire il russo Daniil Kvjat con il giovane pilota francese Pierre Gasly, che correrà le restanti gare della stagione, eccetto il Gran Premio degli Stati Uniti d'America, essendo tale evento concomitante con il campionato di Super Formula giapponese per il quale sta gareggiano. In quell'occasione tornerà al volante Kvjat, che rimane sotto contratto con la scuderia. Gasly ha scelto come numero il 10, che mancava in Formula 1 dal Gran Premio di Abu Dhabi 2014, quando fu utilizzato dall'allora pilota della Caterham Kamui Kobayashi.
Il 7 ottobre, alla vigilia del Gran Premio del Giappone, altra comunicazione da parte della scuderia di Faenza: Carlos Sainz Jr. correrà, a partire dal successivo Gran Premio degli Stati Uniti d'America, gli ultimi quattro appuntamenti della stagione a bordo della Renault, in sostituzione di Jolyon Palmer, anticipando così il passaggio alla scuderia transalpina già previsto per il 2018. Il posto di pilota titolare torna nelle mani di Daniil Kvjat, che concluderà la stagione, come anche Pierre Gasly, che rinuncerà quindi all'ultima corsa in Super Formula.
Tuttavia, il 12 ottobre viene annunciato che il francese ha deciso di saltare la gara negli USA per disputare quella decisiva nella Super Formula. Il giorno successivo viene svelato il nome del neozelandese Brendon Hartley come suo sostituto, il quale ha scelto come numero il 39, che non veniva più usato in una gara di F1 dal Gran Premio di Spagna 1990, quando Bruno Giacomelli non si prequalificò con la Life-Judd. Hartley è il primo pilota del suo paese a competere nella massima formula dal Gran Premio del Canada 1984, quando al via vi fu Mike Thackwell su RAM. Il neozelandese viene poi riconfermato anche per il Gran Premio del Messico, al posto di Kvjat.
Il 25 ottobre il consulente della Red Bull, Helmut Marko, chiude definitivamente le porte al russo per il 2017; viene così confermata la line-up Gasly-Hartley fino al termine della stagione. Di conseguenza, Hartley cambia il numero sulla propria monoposto, essendo quello precedente destinato ai piloti di riserva della Toro Rosso; il nuovo numero scelto è il 28, che mancava in una gara di F1 dal Gran Premio di Abu Dhabi 2015, usato dall'allora pilota della Marussia Will Stevens.

### Tabella riassuntiva
I piloti e le scuderie che affrontano la stagione 2017 di Formula 1 sono:
| Scuderia                      | Costruttore               | Telaio        | Power Unit                    | Gomme | Nº | Piloti             | Sigle | GP           | Terzo pilota / pilota di riserva                                                     |
| ----------------------------- | ------------------------- | ------------- | ----------------------------- | ----- | -- | ------------------ | ----- | ------------ | ------------------------------------------------------------------------------------ |
| Mercedes AMG Petronas F1 Team | Mercedes                  | W08 EQ Power+ | Mercedes-AMG F1 M08 EQ Power+ | P     | 44 | Lewis Hamilton     | HAM   | Tutti        | Pascal Wehrlein Esteban Ocon George Russell                                          |
| Mercedes AMG Petronas F1 Team | Mercedes                  | W08 EQ Power+ | Mercedes-AMG F1 M08 EQ Power+ | P     | 77 | Valtteri Bottas    | BOT   | Tutti        | Pascal Wehrlein Esteban Ocon George Russell                                          |
| Red Bull Racing               | Red Bull Racing-TAG Heuer | RB13          | Renault R.E.17                | P     | 3  | Daniel Ricciardo   | RIC   | Tutti        | Carlos Sainz Jr. Pierre Gasly Sébastien Buemi                                        |
| Red Bull Racing               | Red Bull Racing-TAG Heuer | RB13          | Renault R.E.17                | P     | 33 | Max Verstappen     | VER   | Tutti        | Carlos Sainz Jr. Pierre Gasly Sébastien Buemi                                        |
| Scuderia Ferrari              | Ferrari                   | SF70H         | Ferrari 062                   | P     | 5  | Sebastian Vettel   | VET   | Tutti        | Antonio Giovinazzi Marc Gené Davide Rigon Charles Leclerc                            |
| Scuderia Ferrari              | Ferrari                   | SF70H         | Ferrari 062                   | P     | 7  | Kimi Räikkönen     | RAI   | Tutti        | Antonio Giovinazzi Marc Gené Davide Rigon Charles Leclerc                            |
| Sahara Force India F1 Team    | Force India-Mercedes      | VJM10         | Mercedes-AMG F1 M08 EQ Power+ | P     | 11 | Sergio Pérez       | PER   | Tutti        | Alfonso Celis Jr. Lucas Auer Nikita Mazepin George Russell                           |
| Sahara Force India F1 Team    | Force India-Mercedes      | VJM10         | Mercedes-AMG F1 M08 EQ Power+ | P     | 31 | Esteban Ocon       | OCO   | Tutti        | Alfonso Celis Jr. Lucas Auer Nikita Mazepin George Russell                           |
| Williams Martini Racing       | Williams-Mercedes         | FW40          | Mercedes-AMG F1 M08 EQ Power+ | P     | 19 | Felipe Massa       | MAS   | 1-10, 12-20  | Paul Di Resta Gary Paffett Luca Ghiotto                                              |
| Williams Martini Racing       | Williams-Mercedes         | FW40          | Mercedes-AMG F1 M08 EQ Power+ | P     | 40 | Paul di Resta      | DIR   | 11           | Paul Di Resta Gary Paffett Luca Ghiotto                                              |
| Williams Martini Racing       | Williams-Mercedes         | FW40          | Mercedes-AMG F1 M08 EQ Power+ | P     | 18 | Lance Stroll       | STR   | Tutti        | Paul Di Resta Gary Paffett Luca Ghiotto                                              |
| McLaren Honda                 | McLaren-Honda             | MCL32         | Honda RA617H                  | P     | 14 | Fernando Alonso    | ALO   | 1-5, 7-20    | Jenson Button Nobuharu Matsushita Oliver Turvey Lando Norris                         |
| McLaren Honda                 | McLaren-Honda             | MCL32         | Honda RA617H                  | P     | 22 | Jenson Button      | BUT   | 6            | Jenson Button Nobuharu Matsushita Oliver Turvey Lando Norris                         |
| McLaren Honda                 | McLaren-Honda             | MCL32         | Honda RA617H                  | P     | 2  | Stoffel Vandoorne  | VAN   | Tutti        | Jenson Button Nobuharu Matsushita Oliver Turvey Lando Norris                         |
| Scuderia Toro Rosso           | Toro Rosso                | STR12         | Renault R.E.17                | P     | 26 | Daniil Kvjat       | KVY   | 1-14, 17     | Pierre Gasly Sean Gelael                                                             |
| Scuderia Toro Rosso           | Toro Rosso                | STR12         | Renault R.E.17                | P     | 10 | Pierre Gasly       | GAS   | 15-16, 18-20 | Pierre Gasly Sean Gelael                                                             |
| Scuderia Toro Rosso           | Toro Rosso                | STR12         | Renault R.E.17                | P     | 55 | Carlos Sainz Jr.   | SAI   | 1-16         | Pierre Gasly Sean Gelael                                                             |
| Scuderia Toro Rosso           | Toro Rosso                | STR12         | Renault R.E.17                | P     | 39 | Brendon Hartley    | HAR   | 17           | Pierre Gasly Sean Gelael                                                             |
| Scuderia Toro Rosso           | Toro Rosso                | STR12         | Renault R.E.17                | P     | 28 | Brendon Hartley    | HAR   | 18-20        | Pierre Gasly Sean Gelael                                                             |
| Haas F1 Team                  | Haas-Ferrari              | VF-17         | Ferrari 062                   | P     | 8  | Romain Grosjean    | GRO   | Tutti        | Santino Ferrucci Arjun Maini Antonio Giovinazzi                                      |
| Haas F1 Team                  | Haas-Ferrari              | VF-17         | Ferrari 062                   | P     | 20 | Kevin Magnussen    | MAG   | Tutti        | Santino Ferrucci Arjun Maini Antonio Giovinazzi                                      |
| Renault Sport F1 Team         | Renault                   | R.S.17        | Renault R.E.17                | P     | 27 | Nico Hülkenberg    | HUL   | Tutti        | Sergej Sirotkin Oliver Rowland Nicholas Latifi Robert Kubica                         |
| Renault Sport F1 Team         | Renault                   | R.S.17        | Renault R.E.17                | P     | 30 | Jolyon Palmer      | PAL   | 1-16         | Sergej Sirotkin Oliver Rowland Nicholas Latifi Robert Kubica                         |
| Renault Sport F1 Team         | Renault                   | R.S.17        | Renault R.E.17                | P     | 55 | Carlos Sainz Jr.   | SAI   | 17-20        | Sergej Sirotkin Oliver Rowland Nicholas Latifi Robert Kubica                         |
| Sauber F1 Team                | Sauber-Ferrari            | C36           | Ferrari 061                   | P     | 9  | Marcus Ericsson    | ERI   | Tutti        | Charles Leclerc Antonio Giovinazzi Tatiana Calderón Nobuharu Matsushita Gustav Malja |
| Sauber F1 Team                | Sauber-Ferrari            | C36           | Ferrari 061                   | P     | 94 | Pascal Wehrlein    | WEH   | 3-20         | Charles Leclerc Antonio Giovinazzi Tatiana Calderón Nobuharu Matsushita Gustav Malja |
| Sauber F1 Team                | Sauber-Ferrari            | C36           | Ferrari 061                   | P     | 36 | Antonio Giovinazzi | GIO   | 1-2          | Charles Leclerc Antonio Giovinazzi Tatiana Calderón Nobuharu Matsushita Gustav Malja |

## Circuiti e gare

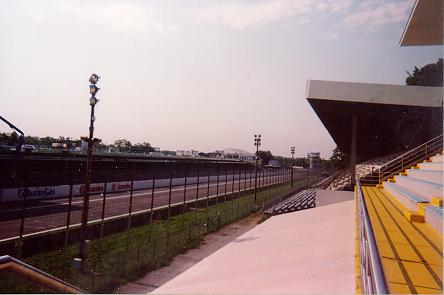
Il Circuito di Monza resta nel calendario iridato, dopo una lunga trattativa.

Esce dal calendario il Gran Premio di Germania che, nella solita alternanza tra circuiti, avrebbe dovuto aver luogo al Nürburgring, dove manca dal 2013, avendo saltato anche l'edizione del 2015. A causa delle difficoltà finanziarie, nemmeno gli organizzatori dell'Hockenheimring sono riusciti a subentrare all'altro tracciato tedesco. Ne è previsto il rientro nel calendario 2018.
Gli organizzatori del Gran Premio d'Europa, che nella stagione 2016, si è tenuto a Baku, capitale dell'Azerbaigian, chiedono alla FIA di poter modificare la denominazione della gara in Gran Premio d'Azerbaigian, per la stagione 2017. La Federazione ha concesso il cambiamento del nome, che così entra per la prima volta nella lista dei gran premi validi per il mondiale.
Poco prima del Gran Premio d'Italia 2015 la permanenza in calendario della gara di Monza venne messa in dubbio da Bernie Ecclestone, patron della FOM. Secondo il britannico la gara italiana, per rimanere nel mondiale, avrebbe dovuto sottostare alle stesse condizioni economiche previste per tutte le altre gare. La gara di Monza fu occasione per un incontro tra il patron della F1 con l'allora Presidente del Consiglio dei Ministri Matteo Renzi e il Presidente della Regione Lombardia Roberto Maroni in merito al futuro della gara. Nel maggio del 2016, la società che gestisce l'Autodromo Enzo e Dino Ferrari di Imola aveva firmato un contratto con Bernie Ecclestone, per sostituire il Circuito di Monza, nell'organizzazione del Gran Premio d'Italia, vista la difficoltà degli organizzatori del circuito di Monza a prolungare il contratto con la FOM. Il tracciato romagnolo ospitò il gran premio nazionale nel 1980, ospitando poi, fino al 2006, il Gran Premio di San Marino. A seguito di questo contratto l'Automobile Club d'Italia, titolare della denominazione del Gran Premio d'Italia, confermò però la volontà di mantenere Monza, quale sede della gara. Contro tale decisione, gli organizzatori imolesi proposero un ricorso al TAR. Poco prima del Gran Premio d'Italia 2016, il presidente dell'ACI Angelo Sticchi Damiani e Bernie Ecclestone annunciarono l'accordo per mantenere, almeno per tre stagioni, la gara sul tracciato brianzolo. La ratifica dell'accordo è avvenuta a novembre.
Gli organizzatori del Gran Premio del Messico sono stati premiati dal Formula One Group col Race Promoters' Trophy per il 2017, quale gara meglio organizzata nella stagione. È la quarta volta, nella storia, e terza consecutiva, che la gara messicana viene premiata.

## Modifiche al regolamento

### Regolamento tecnico

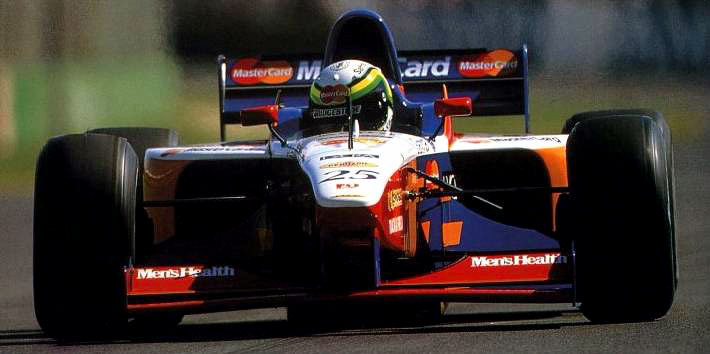
La stagione 2017 rivedrà le vetture di 2.000 mm di larghezza, cosa vista per l'ultima volta nel 1997 (in foto la Lola T97/30 del 1997)

Dopo vent'anni, ovvero il 1997, le vetture tornano ad avere una larghezza complessiva di 2,000 mm, anziché 1,800. Aumenta anche la larghezza dell'ala anteriore, ora di 1,800 mm (come dal 2009 al 2013), con un profilo a freccia e del fondo vettura, fino ad un massimo di 1,600 mm. Per quanto concerne gli pneumatici, le coperture anteriori vedono accrescere la loro larghezza di 6 cm, passando da 245 mm a 305 mm, mentre le posteriori di ben 8 cm, passando da 325 mm a 405 mm (queste ultime erano rimaste invariate dal regolamento del 1993). Il diametro di tutti e quattro gli pneumatici cresce, inoltre, di 1 cm. Per le prime cinque gare della stagione è la Pirelli a selezionare le quantità di gomme, delle tre mescole portate, che verrà assegnata a ciascun pilota. Fino al Gran Premio di Spagna, la casa milanese ha assegnato ad ogni pilota sette set della mescola più morbida, quattro di quella intermedia e due di quella più dura a disposizione per ogni gara. Ciò per lo scarso numero di test effettuati sulle nuove coperture. Le nuove gomme comportano un aumento del peso minimo della vettura da 702 a 728 kg.
La quantità massima di benzina imbarcabile per la gara viene portata da 100 Kg a 105 Kg, a causa della maggior resistenza aerodinamica delle nuove vetture, mentre il consumo istantaneo rimane invariato a 100 kg/h a 10500 giri.
Altre modifiche riguardano un aumento del carico aerodinamico grazie ad accorgimenti, come il già citato fondo allargato, insieme ad un diffusore posteriore di dimensioni maggiorate sia in lunghezza che in altezza (passa da 125 mm a 175 mm, come nel 2010). L'ala posteriore è più bassa (da 950 mm a 800 mm) e larga (da 750 mm a 950 mm), con un andamento obliquo delle paratie laterali, facendola assomigliare ad un parallelogramma, alla vista laterale della monoposto. Il regolamento che aboliva la pinna posteriore, utilizzata fino al 2010, è stato eliminato, quindi le squadre hanno la possibilità di adottare, nuovamente, tale soluzione.
Le unità motrici utilizzabili, senza incorrere in penalità, da questa stagione, sono solamente quattro. Sempre da quest'anno non sarà più possibile accumulare unità motrici sostituendone più di una durante un evento Gran Premio (come nel caso di Hamilton nel Gran Premio del Belgio 2016). Difatti solo l'ultima unità montata in monoposto potrà essere utilizzata per gareggiare. Tutte le altre sostituite verranno "bruciate" e non saranno utilizzabili.
A differenza del 2016, però, non vi sarà più il vincolo dei "gettoni" utilizzabili per lo sviluppo del motore. Questo permette aggiornamenti liberi per le unità motrici. Sempre, però, vincolati alle quattro unità disponibili, senza incorrere in penalità. È stabilito l'obbligo di fornitura dei motori a favore delle scuderie, da parte dei costruttori delle power unit.
Dal Gran Premio di Monaco, a seguito del grave incidente accaduto al pilota inglese Billy Monger, in una gara di F4, la FIA impone ai costruttori la modifica della zona di attacco dei diffusori, alla zona del cambio.

#### Gomme
Per le vetture di Formula 1 la Pirelli produce sette diversi set di gomme, di cui cinque da asciutto e due da bagnato, di questi cinque da asciutto ne sceglie tre utilizzabili ad ogni Gran Premio, a seconda del consumo relativo al circuito.
Al termine delle qualifiche, i primi dieci qualificati saranno obbligati per la gara a partire col treno di gomme usate con il quale hanno registrato il giro più veloce in Q2; gli altri piloti, invece, potranno schierarsi con uno dei tre set nuovi che preferiscono. Se la Q2 non inizia in condizioni di asciutto, i team non sono più vincolati per la gara.
Durante la gara tutti i piloti sono obbligati a usare due diverse mescole; di queste mescole almeno una deve appartenere alle due obbligatorie nominate dalla Pirelli: generalmente le due più dure fra le tre scelte per il Gran Premio; se il cambio gomme non viene effettuato prima di iniziare l'ultimo giro, al pilota è esposta bandiera nera ed è squalificato.
Se prima della gara le condizioni della pista sono dichiarate da bagnato, i team non devono più attenersi alle disposizioni precedenti e alla partenza possono montare le gomme intermedie o da bagnato, senza obbligo di cambi durante la gara.
Se la gara viene iniziata dietro la safety car a causa dell'intensa pioggia, l'uso delle gomme da bagnato è tassativamente obbligatorio.
Se durante la gara le condizioni della pista vengono dichiarate da asciutto a bagnato, i team possono passare dal set di gomme da asciutto a quello da bagnato senza aver necessariamente montato la mescola obbligatoria; viceversa se la gara passa da bagnata ad asciutta, i team possono montare uno dei tre set previsti per quel Gran Premio senza alcun vincolo.
Qualsiasi pilota che usi un set di gomme diverso dai tre previsti, non può percorrere più di tre giri con suddette gomme altrimenti incorrerà in una penalità.
Per il Gran Premio degli Stati Uniti le ultrasoft sono state individuate con una banda rosa, al fine di supportare la fondazione Susan G. Komen contro il cancro al seno.
Di seguito le tipologie di gomme:
| Nome mescola               | Colore    | Colore | Battistrada | Condizioni               | Aderenza | Durata  |
| -------------------------- | --------- | ------ | ----------- | ------------------------ | -------- | ------- |
| Ultra morbide (Ultra soft) | Viola     |        | Liscio      | Da asciutto              | Elevato  | Breve   |
| Super morbide (Super soft) | Rosso     |        | Liscio      | Da asciutto              | Alto     | Bassa   |
| Morbide (Soft)             | Giallo    |        | Liscio      | Da asciutto              | Discreto | Modesta |
| Medie (Medium)             | Bianco    |        | Liscio      | Da asciutto              | Medio    | Media   |
| Dure (Hard)                | Arancione |        | Liscio      | Da asciutto              | Basso    | Lunga   |
| Intermedie (Intermediate)  | Verde     |        | Scanalato   | Da bagnato lieve o medio | N.D.     | N.D.    |
| Da bagnato (Wet)           | Blu       |        | Scanalato   | Da bagnato cospicuo      | N.D.     | N.D.    |

### Regolamento sportivo
Dal 2017 in caso di partenza bagnata e di condizioni proibitive, le vetture partiranno dietro la safety car ed effettueranno dei giri fino a quando le condizioni di pista non verranno valutate idonee per effettuare il via dalla griglia di partenza. In caso contrario, verrà sospesa la procedura di partenza e si valuterà una nuova ripartenza.
La FIA rivede la cosiddetta "regola Verstappen", introdotta nel corso del 2016, al fine di limitare il movimento dei piloti, al momento della staccata, all'approssimarsi di una curva, nel caso di attacco di un altro pilota. Ora la direzione di gara porrà sotto indagine solo se il movimento del pilota verrà considerato come pericoloso o ostacolante la manovra di sorpasso di un altro pilota.
Dal Gran Premio di Spagna la FIA impone ai costruttori di porre dei numeri più grandi sulle vetture (alti almeno 230 mm), nonché i cognomi dei piloti, o le loro sigle, (alti almeno 150 mm), posizionati sul retro della vettura.

## Riassunto della stagione

### Gran Premio d'Australia

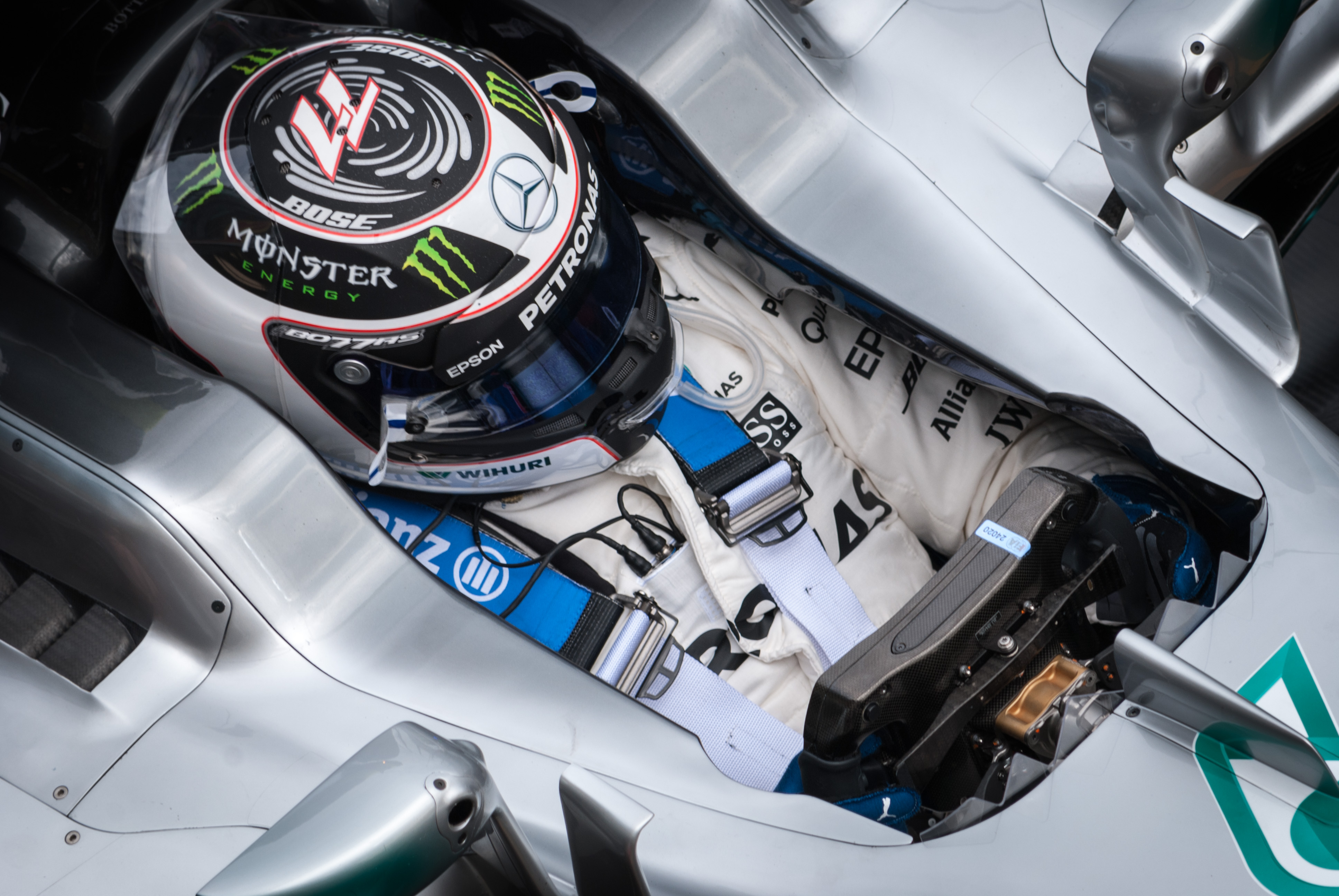
Valtteri Bottas ottiene un podio a Melbourne, nella sua prima gara con la Mercedes.

Al termine del giro di formazione viene interrotta la procedura di partenza: si effettua così un nuovo giro di formazione e la gara viene accorciata di un giro.
Al via la Mercedes di Lewis Hamilton mantiene il comando: precede Sebastian Vettel, Valtteri Bottas e Kimi Räikkönen, che si difende con successo dall'attacco di Max Verstappen. Ricciardo prende il via alla gara con due giri di ritardo per un problema tecnico alla sua monoposto.
I primi tre sembrano tenere un ritmo molto più elevato del resto del gruppo; le posizioni, almeno nella parte alta della graduatoria, rimangono congelate per diversi giri. Al giro 12 effettua la sua sosta Romain Grosjean, che era settimo: in realtà si tratta di un ritiro per il francese, fermato da una perdita d'acqua.
Al diciassettesimo giro Hamilton cambia gli pneumatici, passando alle soft. Dietro Sergio Pérez passa Carlos Sainz Jr., per l'ottava posizione. Dopo un primo giro molto veloce, Hamilton è penalizzato dal trovarsi davanti Verstappen, che ne rallenta il ritmo.
Il tedesco della Ferrari cambia le gomme al giro 23, rientrando in pista, anche se di poco, davanti a Verstappen e Hamilton, ancora in battaglia. Nei giri successivi fanno la sosta i due finlandesi Bottas e Räikkönen. Ora è proprio Vettel al comando davanti a Hamilton; seguono poi gli altri due piloti di Mercedes e Ferrari. Verstappen è quinto davanti a Daniil Kvjat, che non ha ancora cambiato le gomme. Il russo si ferma solo al giro 32 rientrando in gara nono, una posizione dietro al compagno della Toro Rosso, Sainz. Intanto, al giro 26, Ricciardo si ritira definitivamente dalla gara.
Al 46º giro Lance Stroll si ritira per un guasto ai freni; quattro giri dopo termina la gara anche per Kevin Magnussen. Al giro 53 Alonso, fin quel momento decimo, non può resistere ai sorpassi, di fatto in contemporanea, sia di Nico Hülkenberg che Esteban Ocon. Lo spagnolo della McLaren si ritira, poco dopo, per una sospensione fuori uso.
Sebastian Vettel vince la prima gara della stagione davanti al duo della Mercedes; per la Ferrari è la prima vittoria dal Gran Premio di Singapore 2015. Ocon conquista i suoi primi punti iridati.

### Gran Premio di Cina

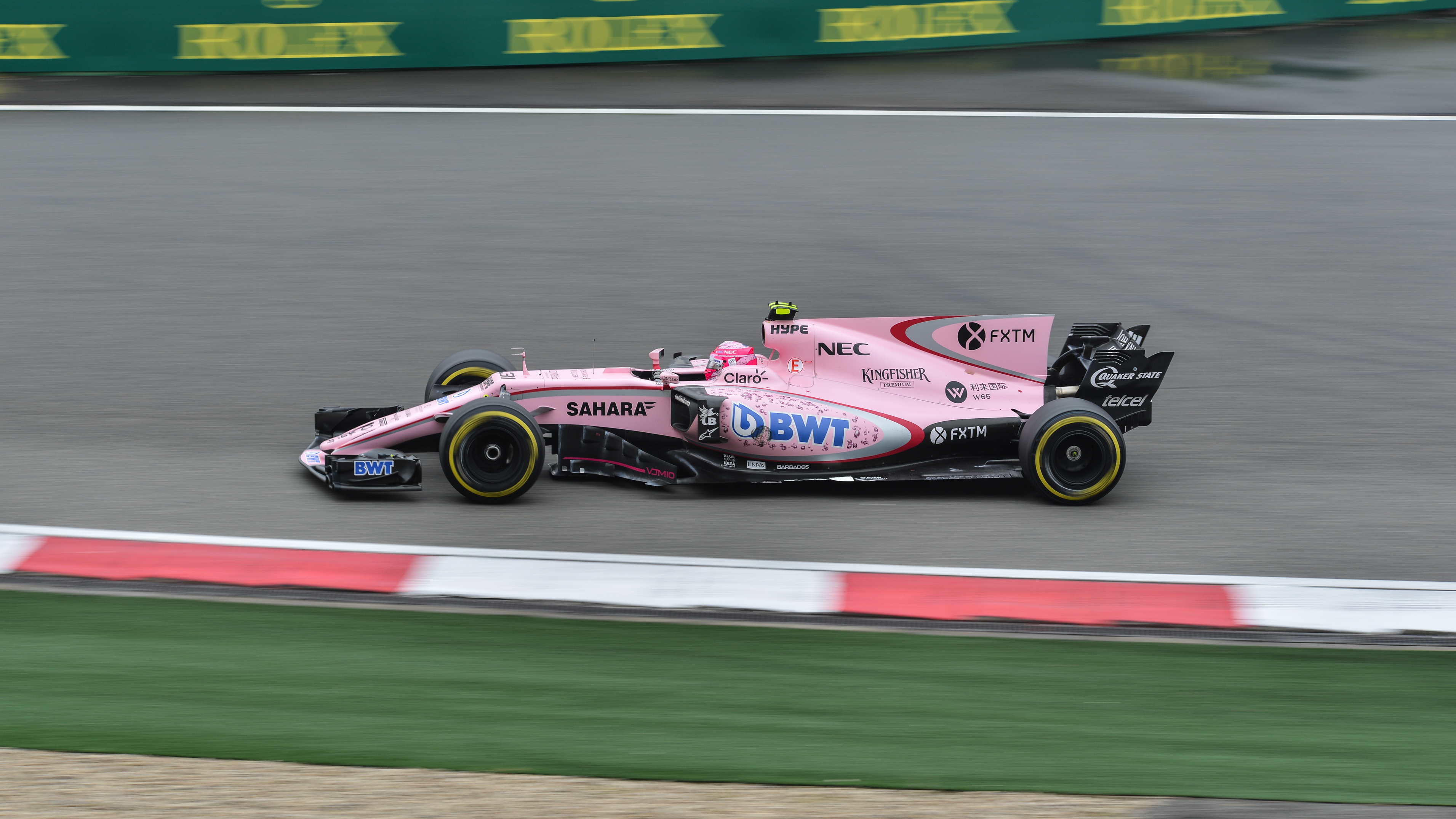
Da questa stagione la Force India adotta un'inedita livrea rosa. Qui è impegnato Esteban Ocon, nel GP di Cina.

Alla partenza Lewis Hamilton si pone subito al comando, seguito da Sebastian Vettel, dal compagno di team Valtteri Bottas e da Kimi Räikkönen, che duella con Daniel Ricciardo. Dietro Lance Stroll finisce nella ghiaia, spinto da una Force India. La direzione di gara impone la virtual safety car. Molti piloti approfittano della situazione per cambiare gli pneumatici: rimangono in pista le due Mercedes, così come Räikkönen e Ricciardo.
Poco dopo Antonio Giovinazzi rovina contro le barriere dopo l'ultima curva, poco dopo un lungo, nella stessa curva, del suo compagno di team Marcus Ericsson. In questo caso viene deciso l'utilizzo della safety car, con le vetture che sfilano nella corsia dei box: anche in questo caso molti sfruttano la pausa forzata della gara per cambiare gli pneumatici.
All'ottavo giro riprende la gara: Hamilton precede Ricciardo e Max Verstappen, che era partito sedicesimo. Seguono le due Ferrari, poi Carlos Sainz Jr., Fernando Alonso, Sergio Pérez e Kevin Magnussen. Bottas è undicesimo, autore di un testacoda.
Al giro 11 Verstappen passa Ricciardo mentre l'australiano riesce a difendersi, nei giri seguenti, da Räikkönen, che lamenta problemi al propulsore. La situazione rimane inalterata fino al giro 20: qui Vettel passa il compagno di scuderia e, due giri dopo, anche Ricciardo. La rimonta del tedesco prosegue al giro 28, quando sfrutta un errore di Verstappen, scalando secondo. L'olandese va ai box con una gomma rovinata e scende in sesta posizione, dietro anche Bottas.
Al trentatreesimo giro Verstappen passa Bottas ed è quinto. Nei giri successivi effettuano la sosta tutti gli altri battistrada: Verstappen guadagna così un'altra posizione su Ricciardo. Al giro 40 sosta anche per Räikkönen, che rientra dietro le due Red Bull Racing e Sainz. Il ferrarista passa lo spagnolo nel giro successivo. Al quarantaquattresimo giro Bottas sorpassa Sainz ed è sesto.
Lewis Hamilton vince per la cinquantaquattresima volta nel mondiale, conquistando il suo terzo Grand Chelem, con pole position, giro più veloce, vittoria, e gran premio comandato per tutta la sua lunghezza. Hamilton ha ottenuto il podio numero 106 nel mondiale, raggiungendo così, nella classifica di tutti i tempi, Alain Prost.

### Gran Premio del Bahrein
Alla partenza Sebastian Vettel ha un buono scatto, tanto da superare subito Lewis Hamilton e portarsi a ridosso di Valtteri Bottas. L'altro finlandese Kimi Räikkönen scivola in settima posizione, superato da Max Verstappen e da Felipe Massa.
Bottas procede a un ritmo lento, non riuscendo a staccare i piloti dietro di lui. Al settimo giro, intanto, Räikkönen passa Massa per la sesta piazza. Al decimo giro Vettel anticipa la sosta, montando ancora gomme supersoft e rientrando in pista nelle retrovie, mentre Verstappen, che effettua la sosta al giro seguente, è costretto al ritiro poco dopo essere uscito dai box per un problema ai freni.
Il giro dopo, Carlos Sainz Jr. tampona Lance Stroll all'uscita dai box, provocando il ritiro di entrambi e l'entrata della safety car. I piloti che non hanno ancora fatto la sosta ne approfittano per entrare ai box: Hamilton rallenta nella corsia dei box, per attendere che la sua scuderia completi il cambio gomme di Bottas, ostacolando così però Daniel Ricciardo; il britannico riceve 5 secondi di penalità da scontare ai box alla seguente sosta, o che verranno aggiunti al tempo finale di gara. All'uscita dai box l'australiano è comunque davanti al pilota della Mercedes.
Quando la gara riprende nella sua valenza sportiva, Vettel comanda il plotone davanti a Valtteri Bottas, Daniel Ricciardo, Lewis Hamilton, Felipe Massa, Kimi Räikkönen e Nico Hülkenberg. Alla ripartenza Hamilton passa immediatamente Ricciardo. Il pilota della Red Bull Racing ha difficoltà a mandare in temperatura gli pneumatici, tanto da venir passato anche da Massa e Räikkönen. Al giro 23 il ferrarista conquista la quarta posizione, sorpassando Massa. Tre giri dopo Hamilton passa Bottas, per posizionarsi secondo; al giro 28 Ricciardo, dopo aver trovato nuova competitività della sua monoposto strappa la quinta piazza a Massa.
Bottas effettua al giro trenta la seconda sosta, seguito dopo tre giri da Vettel: il tedesco, che ha gomme supersoft, si ferma per montare obbligatoriamente le soft. Hamilton si trova in testa, seguito da Räikkönen, che lascia presto strada a Vettel. Al giro 37 Bottas passa Ricciardo, per il quarto posto, mentre Räikkönen va alla sua seconda sosta, rientrando in gara quinto dietro allo stesso Ricciardo. L'australiano si ferma al giro 39; dopo un giro tocca anche a Hamilton. Vettel torna in vetta, seguito da Bottas, Hamilton e Räikkönen.
Hamilton mantiene negli ultimi giri un alto ritmo, che gli consente di passare il compagno di team, Bottas, a dieci giri dal termine, e porsi all'inseguimento del battistrada, però senza successo.
Sebastian Vettel vince la gara, conquistando il suo quarantaquattresimo successo nel mondiale. Il tedesco precede le due Mercedes, e il compagno di scuderia Kimi Räikkönen.

### Gran Premio di Russia

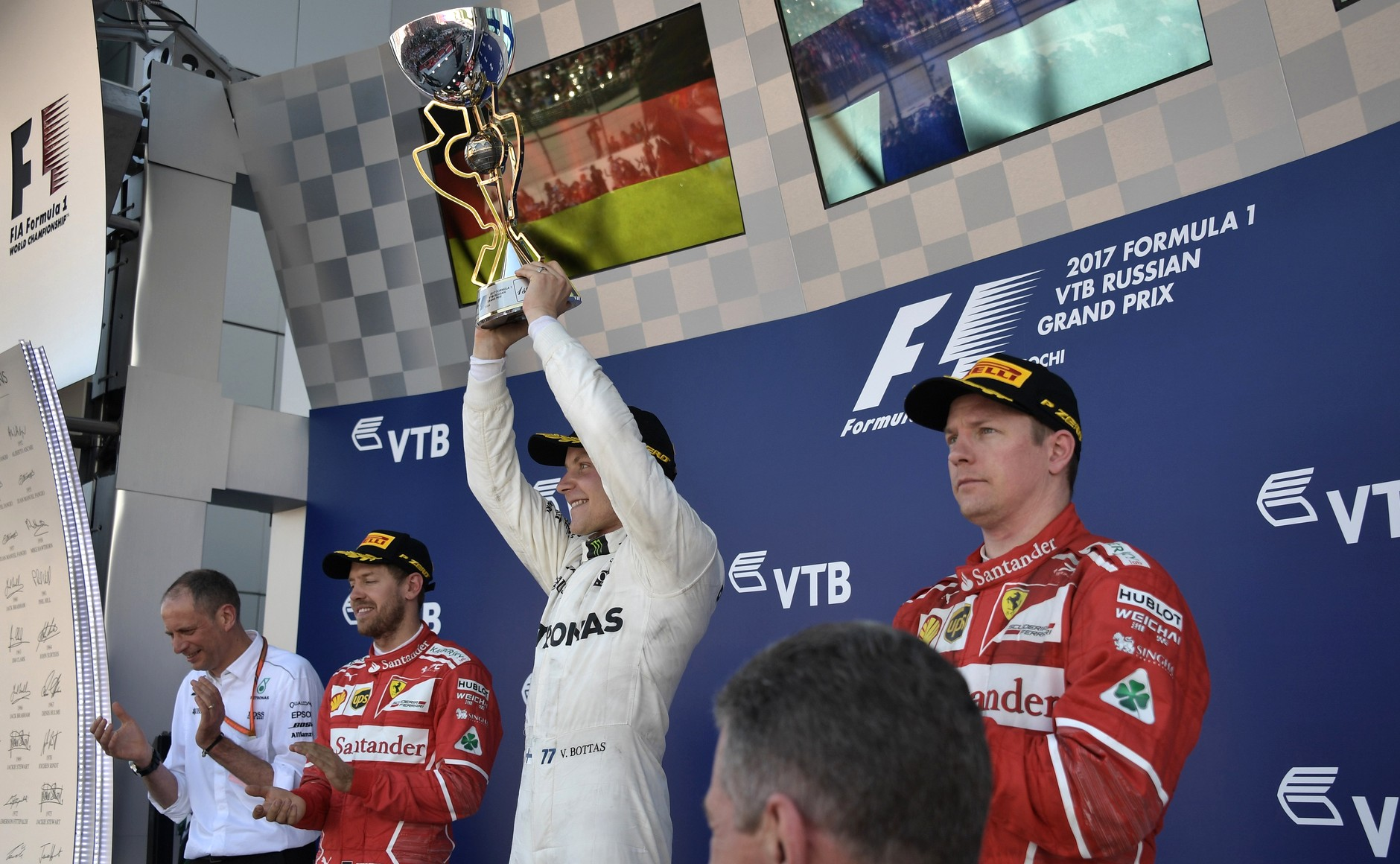
Il podio del Gran Premio di Russia. Valtteri Bottas vince la sua prima gara in F1, davanti ai due piloti della Ferrari.

Nel giro di ricognizione la McLaren di Fernando Alonso si ferma all'imbocco della corsia dei box: viene ripetuta la procedura, e la gara viene accorciata di un giro.
Alla partenza Valtteri Bottas riesce a passare le due Ferrari, ponendosi al comando. Sebastian Vettel è secondo, davanti al compagno di team Kimi Räikkönen, che resiste al tentativo di sorpasso di Lewis Hamilton, che si protegge anche dalle Red Bull Racing. Nel primo giro vi è un contatto tra Jolyon Palmer e Romain Grosjean: la direzione di gara decide per l'invio in pista della safety car. Alla ripartenza la classifica rimane invariata, con Bottas davanti alle due Ferrari e a Hamilton.
Al quinto giro Daniel Ricciardo, a causa di problemi ai freni, rallenta, prima di ritirarsi quando era settimo. La gara prosegue con Lewis Hamilton che lamenta problemi di potenza alla sua vettura. La classifica rimane congelata fino al giro 20, quando iniziano i cambi gomme dei piloti di testa: il primo è Felipe Massa. Al giro 27 tocca al leader della gara e due giri dopo a Räikkönen. Al comando si trova così Vettel, con diciannove secondi e mezzo di margine su Bottas. Hamilton effettua la sosta al giro 30, mentre il tedesco della Ferrari prova ad allungare il margine di vantaggio su Bottas fermandosi solo al giro 34.
La classifica, dopo le soste, vede sempre primo Bottas con 4.4 secondi di vantaggio su Vettel; seguono i due compagni di scuderia dei primi due, poi Max Verstappen.
Al giro 37 Bottas arriva lungo in una curva, consentendo a Vettel di avvicinarsi. Negli ultimi giri il tedesco lima il distacco dal primo, portandosi anche a meno di un secondo di distanza. Nell'ultimo giro Vettel sfiora la collisione con Massa al momento del doppiaggio, perdendo così l'opportunità di attaccare Bottas nelle ultime curve della gara.
Valtteri Bottas si aggiudica, per la prima volta, una gara valida per il campionato mondiale di F1, precedendo Sebastian Vettel e Kimi Räikkönen, al primo podio in stagione. Lewis Hamilton, quarto, per la prima volta nel 2017, manca invece l'arrivo nei primi tre. Bottas è il centosettesimo pilota ad aver vinto una gara iridata ed è il primo vincitore che proviene dalla GP3 Series. È stata anche la prima vittoria di una vettura che porta il numero 77. Vettel ha conquistato il suo novantesimo podio, mentre la Mercedes ha fatto segnare il quattrocentesimo podio come motorista.

### Gran Premio di Spagna
Al via Sebastian Vettel scatta meglio di Lewis Hamilton, prendendo il comando della gara: il britannico è secondo, mentre Valtteri Bottas tocca Kimi Räikkönen, che termina contro Max Verstappen; gli ultimi due piloti sono costretti al ritiro. Nelle retrovie vi è un contatto anche tra Fernando Alonso e Felipe Massa ma entrambi possono proseguire la gara.
Dietro ai primi tre s'installa Daniel Ricciardo, seguito dalle due Force India, da Nico Hülkenberg e Kevin Magnussen.
Al tredicesimo giro vanno ai box sia Magnussen che Carlos Sainz Jr., che lo segue in classifica. All'uscita dalla corsia dei box i due sfiorano la collisione, con lo spagnolo che pone metà vettura sull'erba. Un giro dopo effettua la sua prima sosta Vettel, che prosegue con gomme soft. Il tedesco rientra in pista quarto ma passa subito Ricciardo, ponendosi così all'inseguimento delle due Mercedes.
Al giro 22 Hamilton, alla sua prima sosta, opta per gomme medie; al comando si trova Bottas, che resiste fino al venticinquesimo giro, quando viene passato da Vettel al termine del lungo rettifilo dei box. Un giro dopo il finlandese è passato anche dal compagno di team, Hamilton.
Al trentaquattresimo giro Massa affianca alla prima curva Stoffel Vandoorne; il belga non si avvede del brasiliano e ne colpisce la vettura. La monoposto di Vandoorne termina nella via di fuga, costringendo la direzione di gara a introdurre la virtual safety car. Hamilton approfitta della situazione per effettuare il secondo cambio gomme, passando nuovamente all'utilizzo delle coperture soft. Un giro dopo tocca anche a Vettel, che invece è costretto per regolamento a montare gomme medie. All'uscita dai box i due sfiorano la collisione, col tedesco che mantiene la prima posizione.
Al trentanovesimo passaggio si ritira Bottas, per un guasto al motore. Ricciardo scala terzo, anche staccato dai primi due. La lotta tra Vettel e Hamilton è serrata, col tedesco, sfavorito da gomme meno veloci, che resiste fino al quarantatreesimo giro.
Negli ultimi giri Vettel tenta di avvicinarsi a Hamilton, che monta gomme soft, quindi con una possibilità di degrado più forte.
La distanza però resta incolmabile e Lewis Hamilton vince per la cinquantacinquesima volta nel mondiale. Il britannico ottiene anche il giro più veloce, completando così il suo dodicesimo hat trick, ovvero pole position, vittoria e giro veloce.

### Gran Premio di Monaco
Al via Kimi Räikkönen mantiene il comando, davanti al compagno di scuderia Sebastian Vettel, che riesce a difendere la seconda piazza da Valtteri Bottas. Seguono poi le due Red Bull Racing, Carlos Sainz Jr. e Romain Grosjean.
Tutte le posizioni rimangono congelate fino al giro 15 quando Nico Hülkenberg (decimo) è costretto al ritiro, per un guasto al cambio. Davanti, Bottas, riesce a ridurre la distanza dalla due Ferrari, rallentate da dei doppiaggi, mentre Max Verstappen sfiora la collisione con le barriere, alla Piscine.
L'olandese è il primo dei piloti di testa ad effettuare la sosta, al giro 32. Un giro dopo tocca a Bottas e, al giro 35, anche al battistrada, Räikkönen. Ricciardo attende il trentottesimo passaggio e rientra in pista terzo, davanti a Bottas, mentre Räikkönen recupera la seconda posizione.
Vettel, ora al comando, effettua il cambio degli pneumatici al giro 39 e rientra in gara ancora primo, appena davanti al suo compagno di team. Chi invece allunga ancora il momento del suo pit stop è Lewis Hamilton, partito tredicesimo, che sceglie di fermarsi solo al giro 46. Al rientro in pista è settimo, dietro di Sainz.
Col passare della gara si forma, alla prima curva, un avvallamento sull'asfalto che rende scivoloso il tratto di pista. Al sessantesimo giro vi è un contatto, alla seconda curva del Portier, tra Jenson Button e Pascal Wehrlein: la Sauber del tedesco viene ribaltata e termina contro le barriere. Il pilota è incolume, ma la direzione di gara decide l'invio in pista della safety car. Al giro 64, in regime di vettura di sicurezza, l'altra Sauber, quella di Marcus Ericsson, termina contro le barriere alla santa Devota, proprio nel punto nel quale l'asfalto presenta dei problemi.
Alla ripartenza della gara i primi mantengono le posizioni, mentre Stoffel Vandoorne, che era decimo, passato da Sergio Pérez, termina la sua gara contro le protezioni, alla Rascasse. Pochi giri dopo, sempre nello stesso punto, il messicano colpisce la vettura di Daniil Kvjat, che è costretto al ritiro.
Sebastian Vettel riporta, dopo sedici anni, la vittoria a Monaco per la Ferrari, che coglie la doppietta con Kimi Räikkönen dopo quasi sette anni dall'ultima.

### Gran Premio del Canada

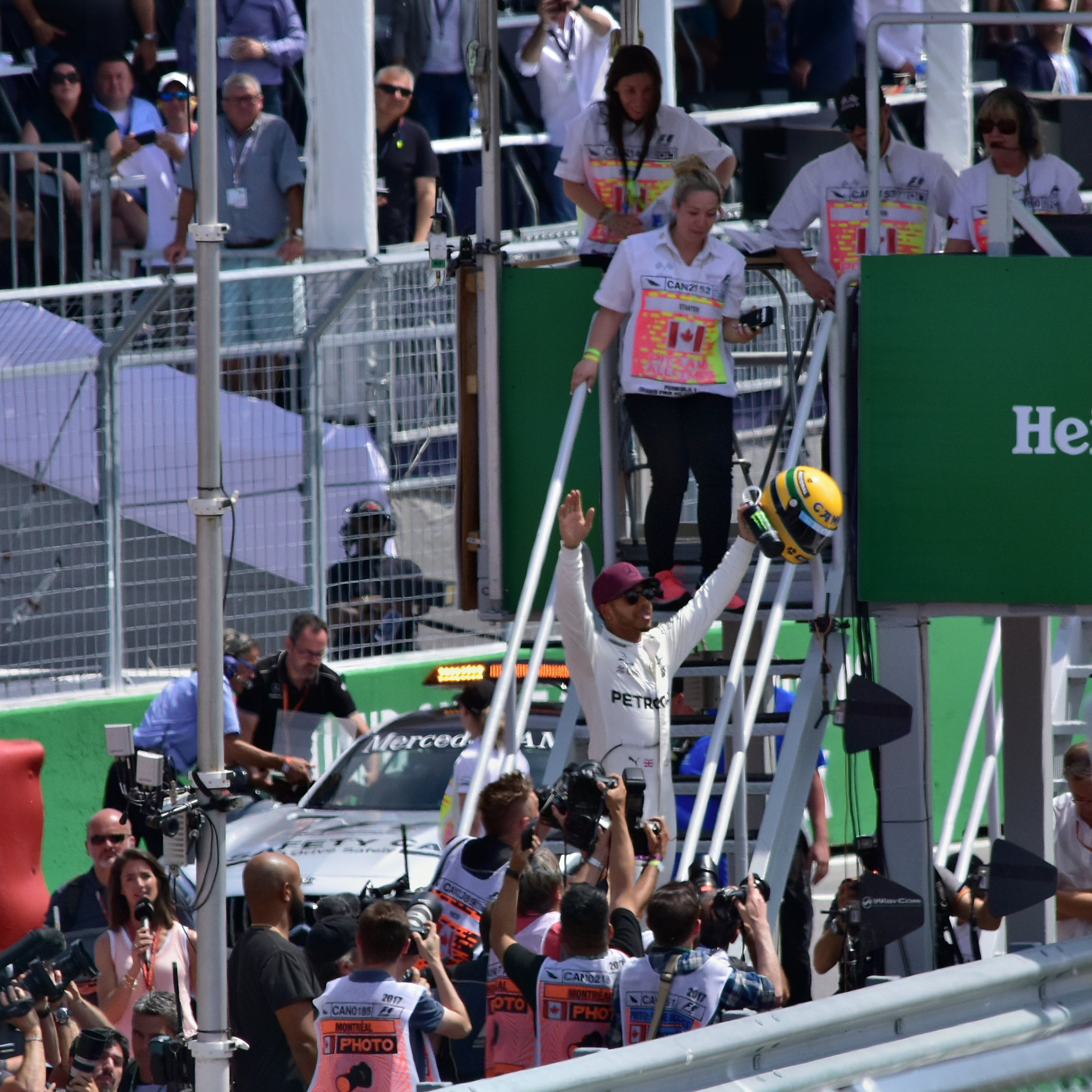
Lewis Hamilton, con la pole position ottenuta nel GP del Canada, eguaglia il numero di partenze al palo di Ayrton Senna.

Alla partenza del giro di ricognizione, Daniil Kvjat non parte subito, ma resta fermo sulla griglia per qualche istante, prima di essere aiutato dai suoi meccanici a prendere il via. Il russo sarà, durante la gara, penalizzato, per non essere riuscito a riprendere la sua posizione sulla griglia, prima che il gruppo tagliasse la linea della safety car.
Al via Lewis Hamilton mantiene la testa della gara, mentre al secondo posto s'infila Max Verstappen, davanti a Valtteri Bottas. Sebastian Vettel è quarto, con l'ala anteriore danneggiata dallo stesso olandese della Red Bull Racing; l'altro pilota del team anglo-austriaco, Daniel Ricciardo, è quinto dopo aver passato Kimi Räikkönen. Nelle retrovie, alla prima chicane, Romain Grosjean urta la vettura di Carlos Sainz Jr., che perde il controllo della sua monoposto e termina contro la Williams di Felipe Massa: questi due piloti sono costretti al ritiro. La direzione di gara congela il gran premio, inviando in pista la safety car.
Al terzo giro la gara riprende nella sua valenza sportiva: Verstappen attacca subito Hamilton, che si difende con successo; cerca di approfittarne Bottas che, a sua volta, tenta il sorpasso su Verstappen, ma anche in questo caso il tentativo non va a buon fine. Räikkönen pone due gomme sull'erba e perde velocità, venendo passato da Sergio Pérez, per la quinta posizione. Al quinto giro Vettel va ai box per sostituire l'ala danneggiata alla partenza, che ha perso altri pezzi nel frattempo. Scende in diciottesima, e ultima, posizione.
La gara di Verstappen termina al decimo giro, per un guaio tecnico. L'olandese parcheggia la vettura in punto pericoloso della pista; la direzione di gara stabilisce il regime di virtual safety car. Dopo quattro giri la gara riprende: Hamilton comanda la gara davanti al compagno di team Bottas, poi Ricciardo, Pérez, Räikkönen, Esteban Ocon e Fernando Alonso.
Al giro 17 c'è la sosta di Räikkönen, seguito dopo un giro da Ricciardo, che è l'unico a optare per le morbide. Nel frattempo, complici le soste di vari piloti, Vettel risale al decimo posto, dopo aver passato Nico Hülkenberg. Pérez si ferma al giro 20, ma mantiene la posizione di vantaggio su Räikkönen.
Vettel passa anche Lance Stroll e Kevin Magnussen, scalando ottavo, dietro ad Alonso. Al ventitreesimo giro si ferma Bottas, che monta gomme morbide. Ocon ora è secondo alle spalle di Hamilton, seguono Bottas, Ricciardo, Pérez, poi le due Ferrari, con Vettel che, al giro 27, ha sorpassato anche Alonso.
Magnussen subisce una penalizzazione di cinque secondi per aver passato Vandoorne in regime di virtual safety car. Al giro 31 si fermano sia Vettel, per la seconda volta (ove monta super soft), che Ocon. Il tedesco della Ferrari è settimo, proprio dietro al pilota della Force India.
Räikkönen effettua la sua seconda sosta al giro 41, e rientrando in gara dopo il compagno di team. Mentre si accende la lotta per la terza posizione, con Ricciardo che si difende da Pérez, Vettel effettua una terza sosta, al giro 49. Esce nuovamente dietro a Räikkönen.
Al cinquantasettesimo giro Kvjat si ritira, dopo un lungo pit stop, nel quale i meccanici avevano anche sostituito le gomme super soft, appena montate, con un treno di gomme soft. Al pit stop, al pilota russo sono stati fatti scontare altri dieci secondi di penalità per la violazione del regolamento al via, dopo che era stato già penalizzato con un drive through. Al giro 60 Räikkönen effettua un lungo all'ultima chicane e viene passato da Vettel.
Negli ultimi giri Vettel si avvicina al duo della Force India, passando Ocon al giro 65, con una manovra alla prima curva, e Pérez, a due giri dalla fine, conquistando il quarto posto.
Lewis Hamilton s'impone per la cinquantaseiesima volta nel mondiale, ottenendo anche il quarto Grand Chelem in F1. Per la Mercedes è la trentasettesima doppietta, grazie al secondo posto di Bottas. Il pilota di casa, Lance Stroll, ottiene il primo arrivo a punti in carriera.

### Gran Premio d'Azerbaigian

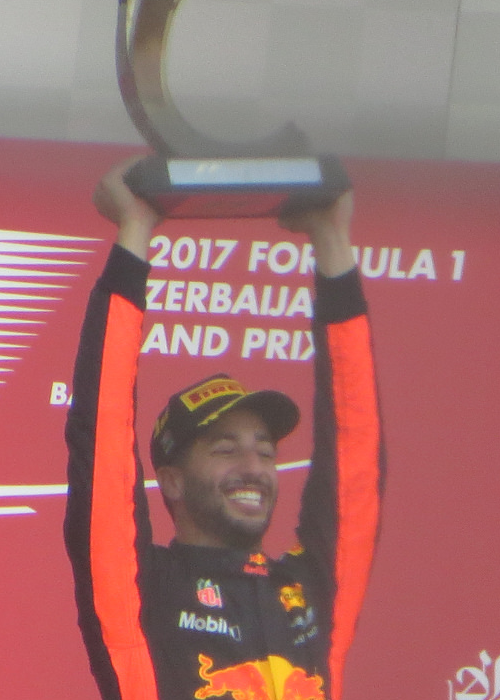
Daniel Ricciardo vince il primo Gran Premio d'Azerbaigian, ottenendo il suo quinto successo nel mondiale.

Al via Lewis Hamilton prende il comando, seguito da Sebastian Vettel che sfrutta l'incidente tra i due finlandesi Valtteri Bottas e Kimi Räikkönen. Seguono, dietro i primi due, Sergio Pérez, Max Verstappen, lo stesso Räikkönen, poi Felipe Massa, Esteban Ocon e Lance Stroll. Bottas si ferma per cambiare il musetto ed esce dalla pit-lane ultimo e doppiato, a causa del giro lento che ha dovuto compiere con una gomma danneggiata per rientrare ai box.
Al quinto giro Ricciardo si ferma e monta gomme soft. Al giro 12 la direzione di gara invia in pista la vettura di sicurezza per permettere la rimozione della Toro Rosso di Daniil Kvjat, ferma in un punto pericoloso per un problema tecnico. Nello stesso giro c'è il ritiro di Verstappen. Approfitta della situazione Bottas, che monta gomme nuove, e ancora Ricciardo, per una seconda sosta. Dopo il periodo di safety car, Bottas si è riaccodato al gruppo.
Al giro 17 la gara riprende, ma viene subito interrotta nuovamente per la necessità di ripulire il tracciato dei molti detriti, presenti a causa dei diversi contatti avvenuti nei primi giri. Nel frattempo Räikkönen, che guida una vettura danneggiata, viene passato da Massa e Ocon. In regime di safety car intanto Vettel, secondo, tampona Hamilton, per poi affiancarsi alla sua Mercedes e colpirlo con la gomma anteriore destra.
Alla nuova ripartenza Pérez cerca di sorprendere Vettel, ma viene passato dal tedesco alla prima curva. Subito dopo vi è un contatto di Pérez col suo compagno di team, Ocon. La safety car viene ancora rimandata in pista per i nuovi detriti presenti, mentre Räikkönen si ferma ai box per una foratura. Anche le due Force India sono costrette a fermarsi per riparare i danni provocati dalla loro collisione. I piloti chiedono via radio l'esposizione della bandiera rossa, che interrompa la gara per pulire definitivamente il tracciato. Ciò avviene al giro 21. Durante la sosta la Ferrari sostituisce il musetto sulla vettura di Vettel, e sono sottoposte a riparazioni anche le vetture di Pérez e Räikkönen.
La gara riprende, ancora dietro la vettura di sicurezza, con Hamilton primo, seguito da Vettel, poi Ricciardo che ha passato Stroll, e Massa. Il brasiliano è passato anche da Nico Hülkenberg e dallo stesso Stroll, oltre che da Magnussen e Alonso. Massa si ritira poco dopo. Räikkönen riprende la pista ultimo, mentre Bottas è tredicesimo. Hülkenberg abbandona poco dopo per aver colpito un muretto e danneggiato una sospensione; sale così quinto Magnussen, davanti ad Alonso sesto.
Hamilton soffre per il distacco della protezione alla testa mal fissata alla sua monoposto; il britannico è costretto a tenerla ferma staccando una mano dal volante. Al trentaduesimo giro il britannico si ferma ai box per la messa in sicurezza dell'apparato. Passa in testa Vettel, che però è penalizzato con uno stop-and-go di dieci secondi per la manovra effettuata su Hamilton in regime di safety car. Al giro 33 Ocon passa Alonso; lo spagnolo cede, dopo un giro, anche a Bottas.
Dopo aver scontato la punizione, il tedesco rientra in pista settimo, davanti a Hamilton. Ricciardo, che nelle fasi iniziali della gara si era trovato diciassettesimo, è ora primo davanti a Stroll, Kevin Magnussen, Ocon, Bottas, Fernando Alonso, e il duo Vettel-Hamilton.
Questi ultimi due sono autori di una veloce rimonta; passano Alonso al giro 36, poi, dopo tre giri, Magnussen, che aveva ceduto strada ad altri piloti. Ocon è passato tra il giro 42 e il giro 43. Bottas rimane invece terzo.
Proprio sulla linea di arrivo Bottas artiglia la seconda posizione a Stroll, che comunque conquista il suo primo podio in F1: è il secondo pilota più giovane nella storia del mondiale a ottenerlo, a 18 anni, 7 mesi e 27 giorni.
L'australiano Daniel Ricciardo vince per la quinta volta in carriera, la quarantesima per un pilota della sua nazione. Vettel chiude quarto, davanti a un arrembante Hamilton che però non riesce a superarlo.

### Gran Premio d'Austria
Alla partenza Valtteri Bottas mantiene il comando, davanti a Sebastian Vettel; dietro Kimi Räikkönen sembra riuscire a tenere dietro Daniel Ricciardo, che però passa alla Remus; il pilota della Ferrari esce dal tracciato, tanto da venir passato anche da Romain Grosjean. Nelle retrovie, Daniil Kvjat sbaglia il punto di frenata alla prima curva e colpisce la vettura di Fernando Alonso, che a sua volta finisce contro quella di Max Verstappen: gli ultimi due piloti sono costretti al ritiro, mentre il russo è penalizzato con un drive through. Vettel chiede alla direzione di gara di verificare se Bottas ha effettuato una partenza anticipata, ma i sensori annegati nell'asfalto fanno segnare un tempo di reazione all'interno dei limiti di regolamento.
Al terzo giro Räikkönen passa Grosjean; il francese della Haas cede ancora una posizione, al giro 8, a Lewis Hamilton. La classifica rimane immutata per diversi giri: Hamilton cerca di avvicinarsi a Räikkönen, ma senza esito. L'inglese effettua la sosta per il cambio degli pneumatici al trentunesimo giro, passando a gomme ultrasoft. Due giri dopo tocca a Ricciardo e, al giro 34, anche a Vettel. Entrambi optano per le supersoft. La stessa scelta è fatta da Grosjean, al giro 37.
Il leader della corsa, Bottas, attende il giro 41: cede la prima posizione a Räikkönen, che però viene ripassato dal pilota della Mercedes dopo soli due giri. Il ferrarista attende il giro 44 per il pit stop, rientrando in pista dopo Hamilton, scalando così quinto.
Negli ultimi giri Vettel si avvicina a Bottas, così come Hamilton si approssima a Ricciardo. Nessuno dei due però sarà in grado di effettuare sorpassi.
Valtteri Bottas vince la sua seconda gara in F1, davanti a Vettel e Ricciardo. Il finlandese rilancia le sue ambizioni iridate.

### Gran Premio di Gran Bretagna

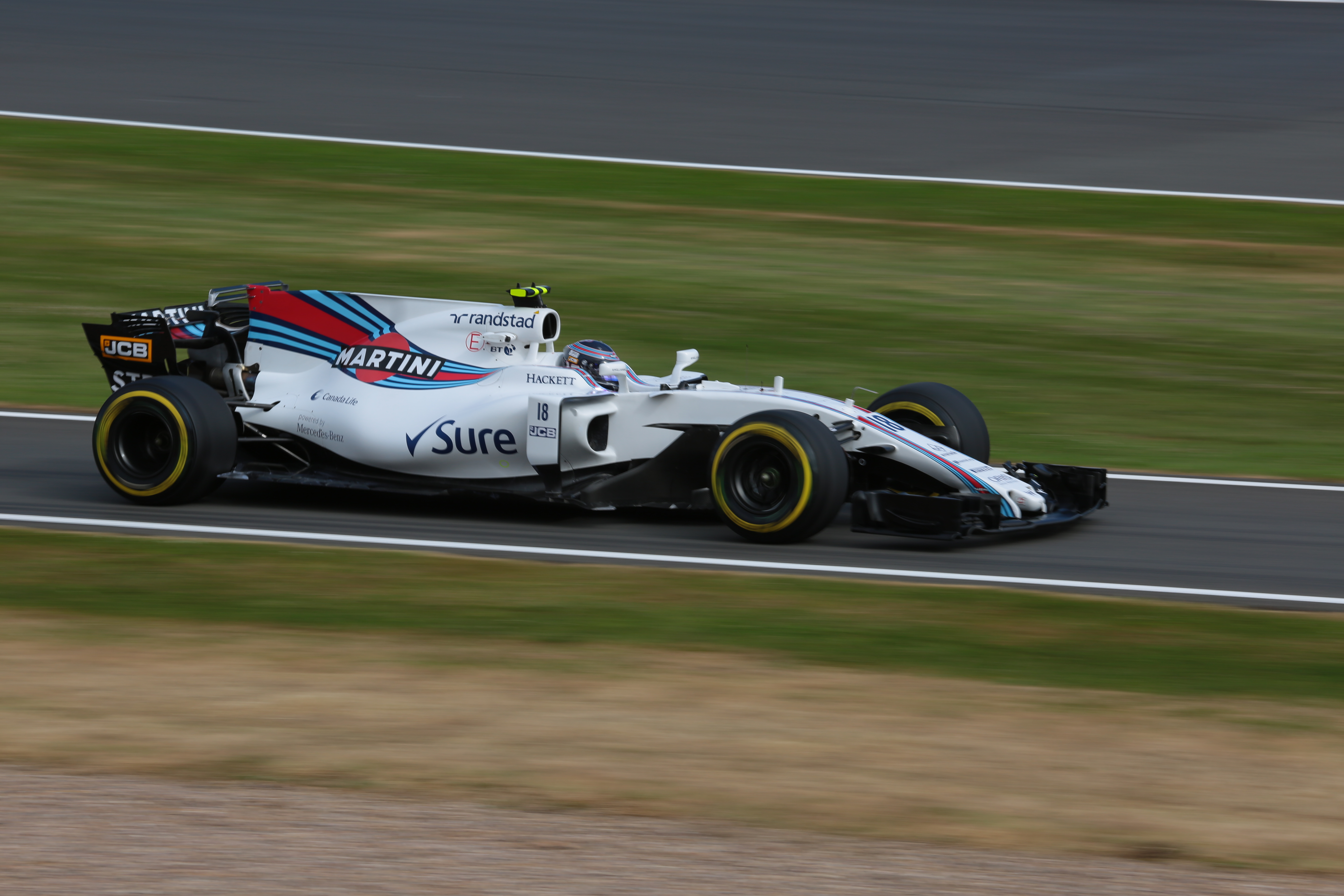
Il canadese Lance Stroll, su Williams-Mercedes, impegnato nel Gp di Silverstone.

Alla partenza tutti i piloti nella top 10 montano gomme supersoft, fatta eccezione per Valtteri Bottas, che monta le soft. Durante il giro di formazione la Renault di Jolyon Palmer si ferma a bordo pista, poco prima della curva Stowe, per problemi ai freni. Mentre i commissari rimuovono la vettura, viene effettuato un nuovo giro di formazione; la gara si disputerà, quindi, su 51 giri anziché 52.
Al via Lewis Hamilton mantiene la testa della corsa, seguito da Kimi Räikkönen e da Max Verstappen, che supera Sebastian Vettel dopo un breve duello; alle Becketts i due piloti della Toro Rosso si toccano: Carlos Sainz Jr. è costretto al ritiro, Daniil Kvjat rientra ai box; la direzione di gara fa intervenire la safety car. Alla ripartenza, Bottas supera Esteban Ocon e Nico Hülkenberg, portandosi in quinta posizione.
Durante il dodicesimo giro Daniel Ricciardo supera Fernando Alonso per la tredicesima posizione, lanciandosi all'inseguimento di Romain Grosjean e Felipe Massa. Nel giro successivo Vettel tenta il sorpasso su Max Verstappen, senza successo.
Al giro 19 Vettel si ferma per montare le soft e riesce a superare Max Verstappen, fermo ai box nel giro successivo. Nel corso del giro 32 Fernando Alonso si ritira per problemi alla power unit. Tra il 35º ed il 36º giro Daniel Ricciardo si porta dalla decima alla settima posizione superando le due Force India e Kevin Magnussen. Al giro 44 Bottas supera Vettel per la terza posizione.
Nel corso del terzultimo e del penultimo giro entrambe le Ferrari soffrono di problemi alla gomma anteriore sinistra, dovendosi fermare per cambiare pneumatici: Kimi Räikkönen riesce a rimanere sul podio, mentre Vettel scende fino alla settima posizione; intanto Daniel Ricciardo supera Nico Hülkenberg e chiude la gara al quinto posto.
Lewis Hamilton vince un gran premio per la cinquantasettesima volta davanti a Valtteri Bottas e Kimi Räikkönen, riducendo ad un punto il distacco dal leader del mondiale Sebastian Vettel. Hamilton ottiene il quinto Grand Chelem della sua carriera in F1 (il terzo in stagione), ovvero vittoria, pole position, giro veloce e conduzione della gara nella sua interezza.

### Gran Premio d'Ungheria
Alla partenza, Max Verstappen e Daniel Ricciardo sopravanzano Lewis Hamilton; poco dopo, alla curva 2, Verstappen blocca le gomme e va a tamponare il compagno di squadra, che è costretto al ritiro. Entra la safety car, che uscirà al sesto giro, mentre al pilota olandese della Red Bull Racing viene assegnata una penalità di dieci secondi da scontare al momento della sosta ai box. La gara è comandata dal duo della Ferrari, Sebastian Vettel-Kimi Räikkönen, che precedono Valtteri Bottas. Dietro a Verstappen e Hamilton vi sono Carlos Sainz Jr., Fernando Alonso, Sergio Pérez e Stoffel Vandoorne.
Dopo che la vettura di sicurezza rientra ai box, le due Ferrari iniziano a fare l'andatura, accumulando un vantaggio di circa dodici secondi sugli inseguitori. Poco dopo, al giro 20, Romain Grosjean, nelle ultime posizioni a causa di un contatto alla partenza, fa il suo pit-stop, ma non gli viene avvitata bene una gomma, ed è costretto al ritiro. Il leader di gara, Vettel, inizia ad accusare dei problemi allo sterzo, che tende verso sinistra. A causa di questo problema Räikkönen e Bottas iniziano a guadagnare sul leader della gara.
Tra il trentesimo e trentatreesimo passaggio effettuano la sosta sia le due Ferrari che le due Mercedes; la classifica è invariata, tranne che per Verstappen, che non avendo cambiato le gomme scala in testa tra il 34º e il 42º giro, quando anche lui si ferma ai box per montare i nuovi pneumatici. L'olandese rientra in pista quinto, anche a causa della penalità scontata ai box. I piloti della Mercedes riguadagnano molto terreno, e grazie ad un migliore passo sulle gomme soft si fanno a ridosso del duo della Ferrari.
Al giro 35 vanno al cambio gomme, assieme, i due spagnoli Sainz e Alonso, col primo che mantiene il vantaggio. Due giri dopo però, il pilota della McLaren è capace di passare quello della Toro Rosso.
Al giro 42 Bottas fa passare il compagno di squadra alla curva 1 per consentirgli un attacco su Räikkönen, che però riesce a difendersi. Al giro 57 c'è un lungo di Verstappen, che però mantiene la vettura entro la via di fuga in asfalto.
Niente può più ostacolare le Ferrari, che ottengono la seconda doppietta stagionale, con Sebastian Vettel che sigla il suo quarantaseiesimo successo in carriera, il settimo con il Cavallino Rampante e il quarto della stagione. Hamilton, all'ultima curva, fa passare il compagno di squadra, come prestabilito. Da segnalare il giro veloce di Fernando Alonso, che chiude in sesta posizione, e i ritiri di Paul di Resta e di Nico Hülkenberg, quest'ultimo protagonista di una battaglia con Kevin Magnussen negli ultimi giri.

### Gran Premio del Belgio
In partenza Lewis Hamilton respinge il tentativo di sorpasso di Sebastian Vettel, mentre Valtteri Bottas tiene dietro Kimi Räikkönen. Seguono poi le due Red Bull Racing. Più dietro Sergio Pérez stringe verso il muretto della discesa verso l'Eau Rouge il compagno di team Esteban Ocon: i due vanno a contatto, ma entrambi riescono a proseguire senza danni alla vettura. Alla chicane del Bus Stop Nico Hülkenberg passa Fernando Alonso, per la settima posizione. Lo spagnolo però, nel giro seguente, sul rettifilo del Kemmel ripassa il pilota della Renault; cerca di approfittarne anche Ocon, ma senza successo.
Nei giri seguenti la poca potenza della McLaren costringe Alonso a perdere diverse posizioni, fino a scendere all'undicesimo posto.
Al settimo giro termina la gara per Max Verstappen per un problema alla power unit; la direzione di gara espone le doppie bandiere gialle, che però vengono ignorate da Räikkönen, che subisce la penalizzazione di uno stop-and-go di dieci secondi. Al decimo giro c'è la sosta per Ocon, Romain Grosjean e Alonso.
Tra il dodicesimo e tredicesimo giro effettuano la loro sosta per il cambio gomme sia Hamilton che Bottas. Al giro 14 tocca anche a Vettel, mentre Hamilton passa Räikkönen e si riporta in testa, approfittando della sosta del tedesco della Ferrari. Räikkönen si ferma al giro 15. La classifica ritorna quella di prima della girandola delle soste con Hamilton che precede Vettel, Bottas, Räikkönen, Daniel Ricciardo e Hülkenberg. Poco dopo Räikkönen sconta la sua penalità rientrando in pista settimo, davanti al duo della Force India.
Al venticinquesimo giro Räikkönen passa Hülkenberg, mentre i due piloti della Force India si urtano nuovamente nella discesa dell'Eau Rouge: Pérez danneggia uno pneumatico mentre Ocon perde una parte del musetto; la direzione di gara invia in pista la safety car. Utilizzano il periodo di neutralizzazione della sosta tutti i piloti: la classifica resta, di fatto, immutata. Le due Ferrari hanno montato gomme ultrasoft mentre le Mercedes optano per un treno di gomme soft.
Alla ripartenza Vettel attacca Hamilton al Radillon, ma senza avere lo spunto necessario per passare il britannico. Dietro, invece, Bottas è saltato da Ricciardo e Räikkönen, scivolando così al quinto posto.
Negli ultimi giri Vettel cerca di avvicinarsi all'inglese, ma senza mai impensierirlo per il primo posto. Lewis Hamilton conquista la sua cinquantottesima vittoria nel mondiale di F1.

### Gran Premio d'Italia

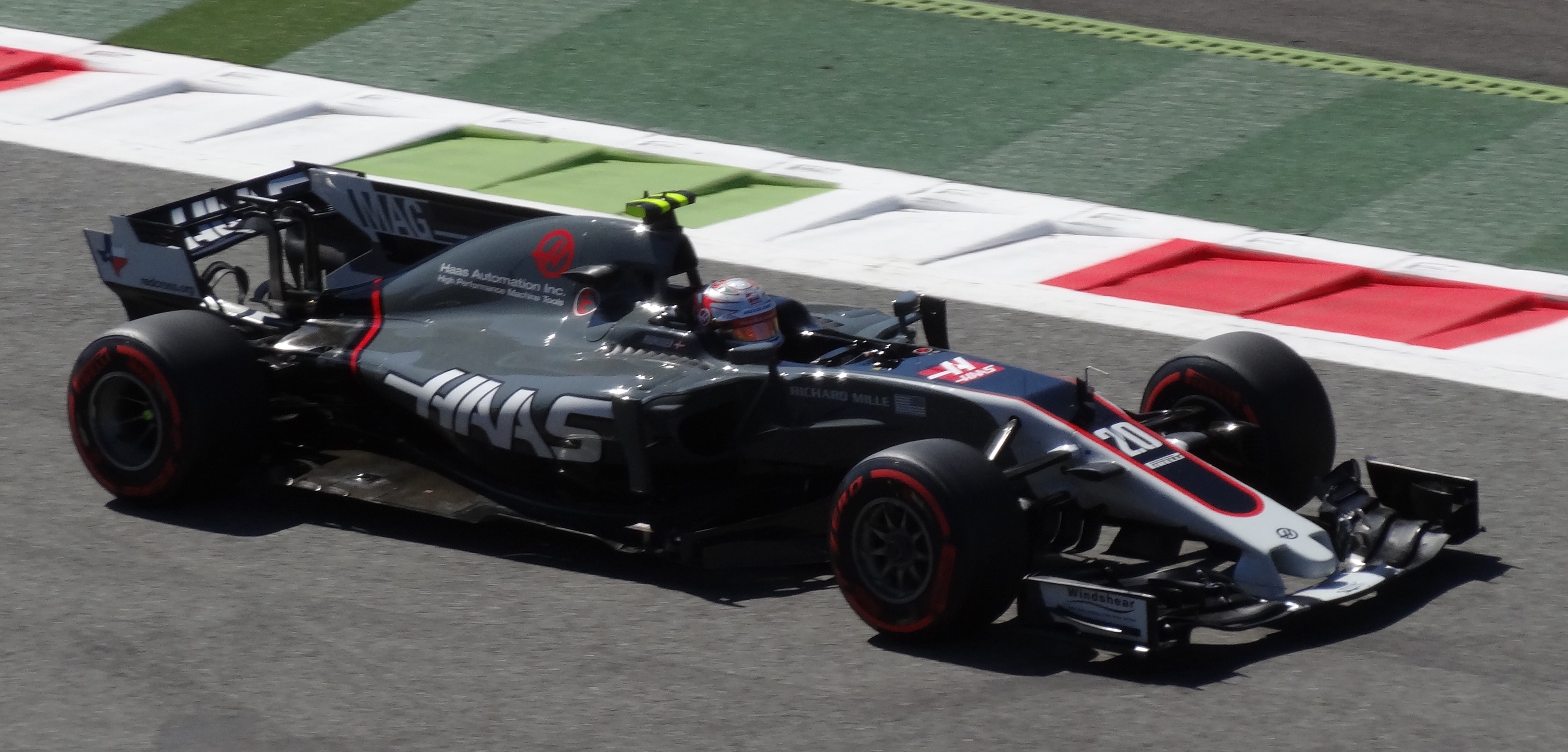
Kevin Magnussen su Haas, impegnato nel weekend di Monza.

Al via quasi tutti i piloti optano per le gomme supersoft tranne le due Red Bull Racing e Jolyon Palmer, che scelgono le soft. Lewis Hamilton mantiene il comando al via, resistendo agli attacchi di Lance Stroll ed Esteban Ocon. Kimi Räikkönen riesce a passare Valtteri Bottas, ma già alla Parabolica il pilota della Mercedes riprende il quarto posto. Seguono poi Sebastian Vettel, Felipe Massa, Max Verstappen e Sergio Pérez.
Al secondo giro c'è un contatto tra Massa e Verstappen, alla Variante della Roggia: l'olandese danneggia uno pneumatico ed è costretto a una sosta ai box, che lo fa precipitare in classifica. Bottas passa, in pochi giri, sia Ocon che Stroll, portandosi alle spalle del compagno di squadra Hamilton, che comanda la gara. Rimonta anche Vettel, che passa Räikkönen e poi, in sequenza, Ocon e Stroll, installandosi terzo già all'ottavo passaggio.
Al sedicesimo giro Räikkönen, che ha problemi a superare le vetture che gli stanno davanti, decide di effettuare la sosta per il cambio gomme. Al giro seguente si ferma anche Ocon. Nello stesso giro Daniel Ricciardo, partito sedicesimo, passa Pérez conquistando la sesta posizione. Stroll si ferma al diciottesimo giro e rientra in pista dietro a Räikkönen. Grazie a queste soste Ricciardo è scalato quarto, dietro al duo della Mercedes e a Vettel. Al giro 26 Räikkönen passa Ocon ed è sesto, dietro a Pérez.
Al giro 32 si ferma Vettel, seguito nei giri seguenti anche da Bottas e Hamilton. Ancora un giro e anche Pérez si ferma ai box, scendendo poi in nona posizione, dietro alle due Williams. Non avendo ancora effettuato il cambio gomme, Ricciardo scala terzo, dietro ai due piloti della Mercedes. L'australiano della Red Bull attende fino al giro 38: rientra in pista quinto, passato dal duo della Ferrari.
Ricciardo monta gomme supersoft, che gli consentono di far segnare tempi molto veloci, tanto che a fine gara farà anche segnare il giro più veloce. L'australiano passa, al giro 41, Räikkönen, e negli ultimi giri tenta di avvicinarsi, ma senza successo, a Vettel, che sconta problemi con il propulsore. L'altro pilota della Red Bull, Verstappen, utilizza gli ultimi giri per effettuare diversi sorpassi ed entrare in zona punti. Nell'ultimo giro Stroll si trova in difficoltà, ma resiste agli attacchi di Massa e Pérez.
Lewis Hamilton vince per la quarta volta a Monza, e si porta in testa al mondiale piloti.

### Gran Premio di Singapore
Poco prima del via fa la comparsa sul tracciato la pioggia. Tutti i piloti optano per gomme da bagnato, anche se i primi tre della griglia, oltre a Carlos Sainz Jr., Daniil Kvjat, Romain Grosjean e Lance Stroll optano per le coperture da bagnato intermedio, e non estremo.
La partenza avviene da fermo, senza un giro dietro alla safety car prima. Al via Sebastian Vettel mantiene il comando andando a coprire Max Verstappen e al contempo, alle loro spalle, Kimi Räikkönen compie un'ottima partenza insidiando l'olandese: la Red Bull Racing finisce stretta tra le due Ferrari, portando Verstappen e Räikkönen al contatto. Räikkönen, su una vettura fuori controllo, colpisce sul fianco la vettura di Vettel per poi finire sull'accorrente Fernando Alonso, che è l'unico dei quattro piloti coinvolti nell'incidente che può proseguire. Infatti la vettura di Vettel, a causa del danno al radiatore provocato dal contatto con Raikkonen, perde liquidi, che finiti sulle sue ruote posteriori gli fanno perdere il controllo poche decine di metri dopo la quarta curva. Va a sbattere contro le protezioni, danneggiando il musetto; dal muretto gli dicono di spegnere la monoposto ed è costretto al ritiro.
La direzione di gara invia in pista la safety car, con Hamilton al comando seguito da Daniel Ricciardo, Nico Hülkenberg, Sergio Pérez, Valtteri Bottas, Jolyon Palmer, Stoffel Vandoorne, Esteban Ocon e Sainz. Dopo quattro giri, col regime di vettura di sicurezza, riprende la gara, con Palmer che supera subito Bottas. Al giro ottavo si ritira Alonso per perdita di potenza del motore, mentre Sainz prende l'ottavo posto a Ocon. Già all'undicesimo giro la gara vede nuovamente l'invio in pista della vettura di sicurezza dopo l'incidente di Daniil Kvjat, finito contro le barriere.
Vanno ai box Ricciardo, che monta gomma da bagnato intermedio, poi Pérez e Ocon, che fanno la stessa scelta dell'australiano. La gara riprende nella sua valenza agonistica al giro 15. La classifica è sempre comandata da Hamilton, davanti a Ricciardo, Bottas, Sainz, poi Hülkenberg, Pérez e Palmer. Al ventesimo giro Vandoorne passa Stroll, per l'ottavo posto.
Al giro 26 Kevin Magnussen e Felipe Massa, nelle retrovie, azzardano la scelta di gomme slick; poco dopo effettuano la stessa scelta anche Stroll e Grosjean. Da questo momento tutti i piloti passano a questo tipo di coperture. Sainz si ferma al giro 27, come Vandoorne. Un giro dopo si fermano Ricciardo, Bottas, Pérez e Hülkenberg: tutti optano per gomme da asciutto. Dopo la sosta di Hamilton, la classifica vede sempre in testa il britannico, seguito ancora da Ricciardo e da Bottas. Hülkenberg è salito quarto, davanti a Sainz; seguono Pérez, Palmer e Vandoorne.
Al trentottesimo giro Marcus Ericsson finisce in testacoda; la direzione di gara invia, per la terza volta, la vettura di sicurezza in pista. Hülkenberg torna ai box per un problema tecnico, perdendo così diversi secondi. Il tedesco rientra in pista solo decimo e così Sainz recupera il quarto posto. Hülkenberg si ritira al giro 48: il tedesco diventa il pilota col maggior numero di gran premi corsi, 129, senza nessun arrivo a podio.
Negli ultimi giri Ricciardo non impensierisce Lewis Hamilton, che vince per la sessantesima volta nel mondiale. La gara è interrotta dopo 58 dei 61 giri previsti per il raggiungimento delle due ore di gara. Carlos Sainz Jr. ottiene, col quarto posto, la sua miglior prestazione in F1.

### Gran Premio della Malesia

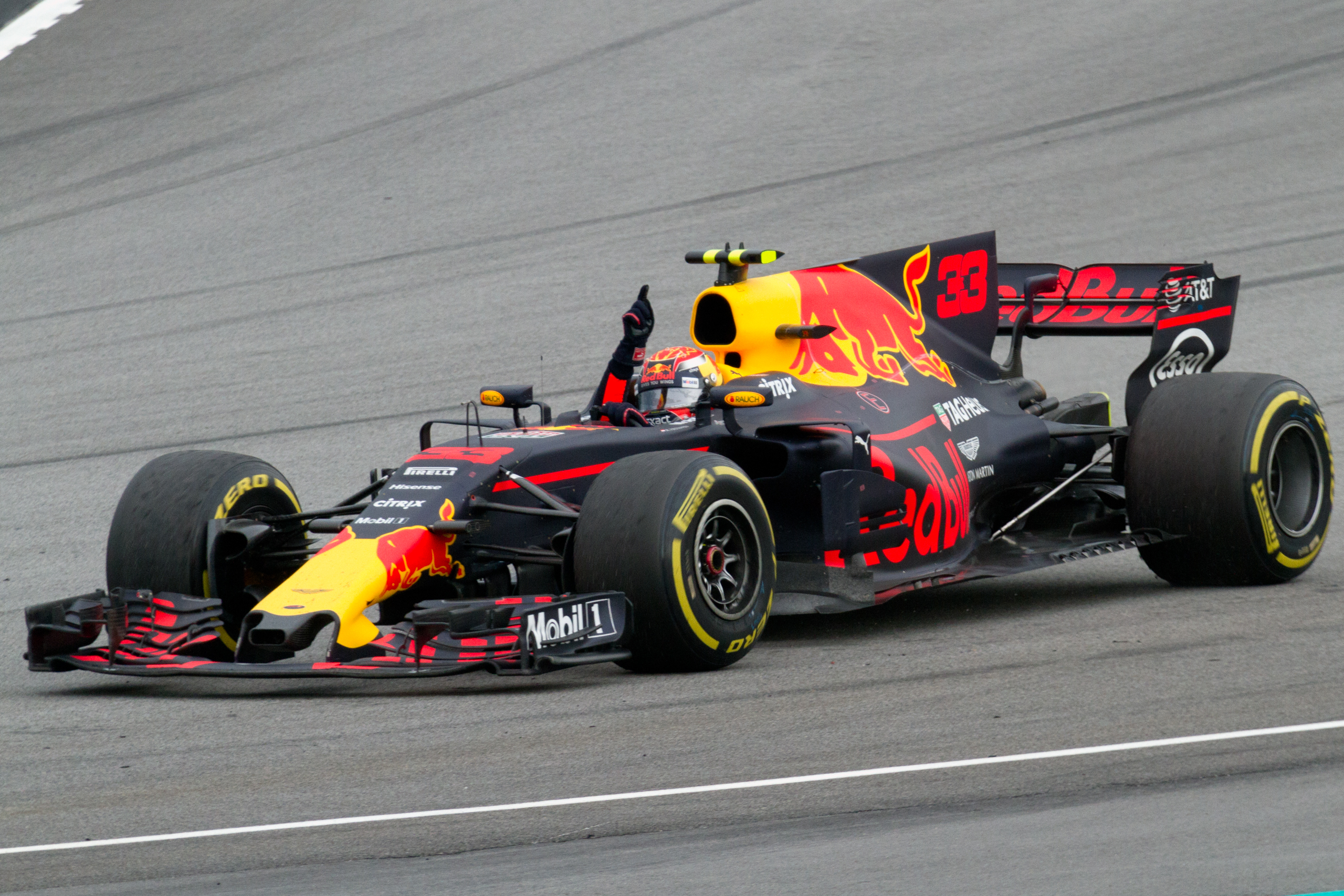
Max Verstappen vince in Malesia, per la seconda volta, un gran premio di F1.

Nel giro di allineamento Kimi Räikkönen è vittima di un problema tecnico. La vettura viene portata allo stallo di partenza ma, poco prima del via, torna ai box, trasportata dai meccanici. Il finlandese non prende parte alla gara. Tutti i piloti partono con gomme supersoft, tranne Sebastian Vettel e le due Sauber, che usano le soft.
Al via Lewis Hamilton è primo, mentre il suo compagno di scuderia, Valtteri Bottas attacca le due Red Bull Racing, e riesce a posizionarsi terzo, dietro a Max Verstappen, ma davanti a Daniel Ricciardo. A seguire ci sono Stoffel Vandoorne, le due Force India e le due Williams. Al termine del primo giro Vettel, che è partito ultimo, è già tredicesimo. Al secondo giro Esteban Ocon effettua subito la sosta.
Verstappen attacca Hamilton al terzo giro, e lo passa alla prima curva, prendendosi così la prima posizione. All'ottavo giro Sergio Pérez prende la quinta piazza a Vandoorne, mentre, un giro dopo, anche l'altro pilota della Red Bull, Ricciardo, passa il suo diretto concorrente della Mercedes, Bottas, e sale terzo.
Tra il settimo e il tredicesimo giro Vettel scala fino alla sesta posizione, dopo aver passato Fernando Alonso e Kevin Magnussen, e aver goduto delle soste delle due Williams e di Vandoorne. Il belga, al momento del rientro in pista, si trova in mezzo alla battaglia delle due Williams, e riesce a stare davanti a entrambi i piloti della scuderia britannica, con Lance Stroll che passa Felipe Massa.
Al ventunesimo giro Vettel passa anche Pérez, ed è quinto. Dietro al messicano si trovano Alonso, Sainz, Ocon e Vandoorne. Al giro 25 c'è un contatto tra Sainz e Ocon alla prima curva, ma entrambi possono proseguire. Un giro dopo c'è il pit stop di Hamilton, a cui segue, dopo un giro, quelli di Verstappen e di Vettel. Ricciardo si trova al comando, davanti a Verstappen, poi le due Mercedes, Pérez e Vettel.
L'australiano si ferma al giro 28, seguito, al giro 29, da Bottas. Sergio Pérez si ferma solo al giro 31. La classifica viene rivista, con Verstappen che torna primo, avanti a Hamilton e allo stesso Ricciardo. Bottas rientra in pista quinto, davanti a Pérez, ma alle spalle di Vettel. Il tedesco della Ferrari, sfruttando le gomme supersoft, si avvicina a Ricciardo, e tenta un sorpasso al cinquantesimo giro, ma senza successo.
Nei giri finali il ferrarista non riesce più ad avvicinarsi al pilota della Red Bull, e la classifica rimane invariata. Max Verstappen vince per la seconda volta nel mondiale, davanti a Hamilton e a Ricciardo.

### Gran Premio del Giappone
Alla partenza Lewis Hamilton mantiene il comando della gara, seguito da Sebastian Vettel, mentre Daniel Ricciardo prima cede una posizione a Max Verstappen, poi anche a Esteban Ocon. Seguono Valtteri Bottas, Sergio Pérez e Felipe Massa. Al via si ritira subito Carlos Sainz Jr., già nelle prime curve. Nel corso del primo passaggio Verstappen infila Vettel per il secondo posto, mentre Kimi Räikkönen sfiora il contatto con Nico Hülkenberg, e si ritrova solo quindicesimo.
La vettura di Vettel presenta problemi, tanto da venir scavalcata anche da Ocon, Ricciardo e Bottas. La direzione di gara invia in pista la safety car, per consentire ai commissari di pulire il tracciato dai detriti lasciati dalla monoposto incidentata di Sainz. Alla ripartenza, al quarto giro, Vettel opta per il ritiro.
Räikkönen, inizia una veloce rimonta che lo porta, già al settimo giro, in zona punti. Al giro 8 Marcus Ericsson esce di pista alla Degner: la direzione di gara decide per la virtual safety car. Nel frattempo Räikkönen aveva sorpassato Hülkenberg, ed è ottavo. All'undicesimo giro termina il regime della vettura di sicurezza virtuale: Ocon cede la terza posizione prima a Ricciardo, poi a Bottas. Al giro 14 Räikkönen strappa il settimo posto a Massa. Altri 6 giri e il finnico passa anche Pérez. Il ferrarista guadagna ancora una posizione, al giro 21, con il pit stop di Ocon.
Al ventiduesimo passaggio Verstappen effettua la sua sosta. Rientra in pista davanti a Räikkönen. La Mercedes richiama anch'essa subito Hamilton, che rientra in pista davanti all'olandese. Ricciardo va in testa fino al suo cambiogomme, poi tocca a condurre a Bottas, che però dà spazio a Hamilton, inseguito, da vicino, da Verstappen. Dopo il suo pit stop, al giro 30, Bottas è quarto, davanti a Hülkenberg, che ha passato Räikkönen, al giro 29, dopo la sosta del ferrarista. Quest'ultimo recupera la quinta posizione al giro 33, con un sorpasso sul pilota tedesco della Renault.
Hülkenberg cambia gli pneumatici solo al giro 39, ma poi è costretto al ritiro dopo un paio di giri per un problema al DRS. Al giro 47 Lance Stroll esce di pista, per la rottura di una sospensione, alle S. La direzione di gara opta ancora per la virtual safety car.
Negli ultimi giri Bottas si avvicina a Ricciardo, mentre Verstappen porta a meno di un secondo la distanza da Hamilton, che accusa problemi di vibrazione. Le possibilità dell'olandese di passare il britannico vengono però congelate dalla lotta, tra doppiati, per il decimo posto, tra Massa e Alonso, che rende possibile un attacco nell'ultimo giro.
Lewis Hamilton vince per la sessantunesima volta, ampliando a 59 punti il vantaggio in classifica su Vettel; Verstappen chiude secondo, mentre Ricciardo ottiene il terzo posto in volata su Bottas.

### Gran Premio degli Stati Uniti

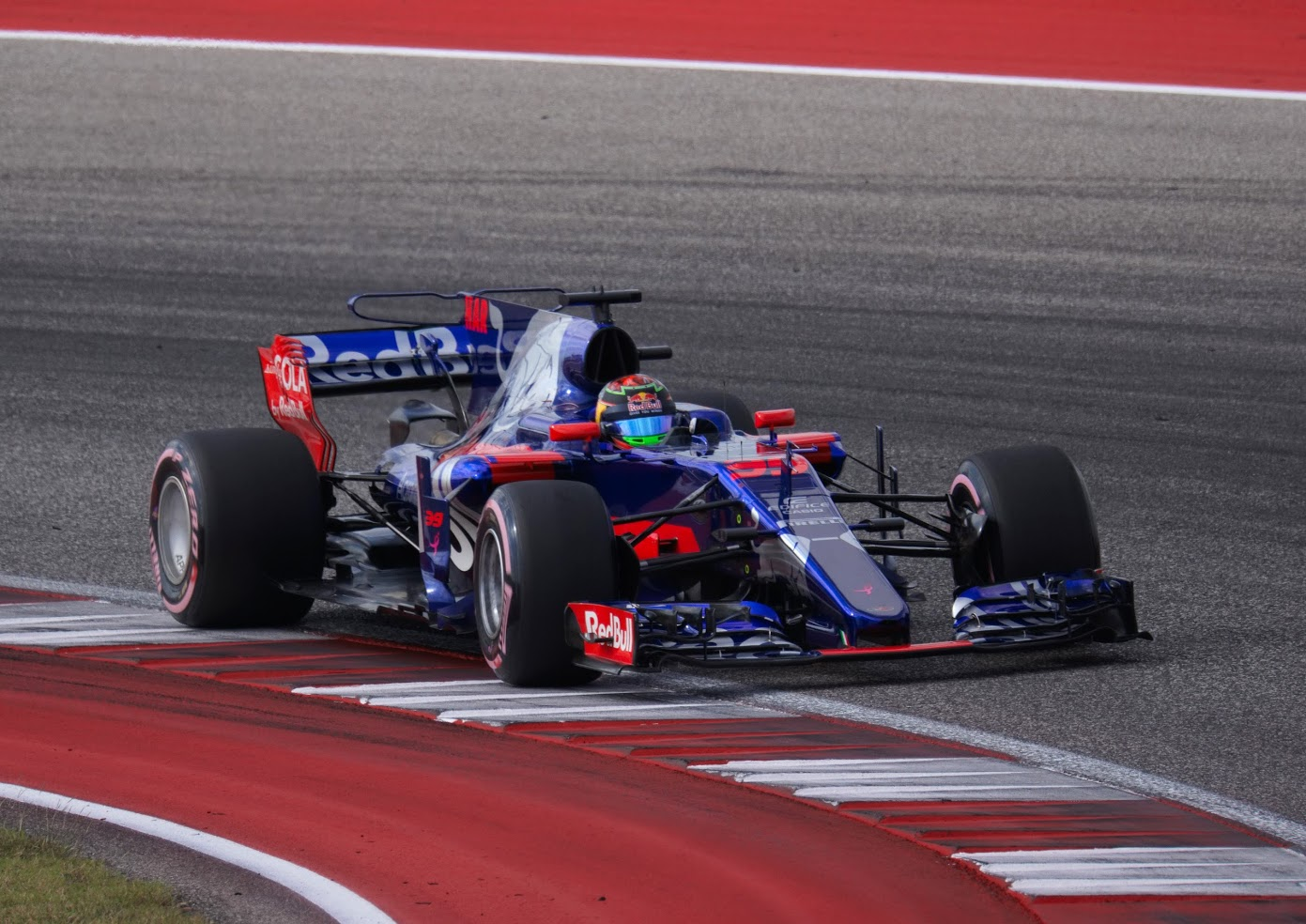
Brendon Hartley fa il suo esordio in F1, al volante di una Toro Rosso.

Alla partenza Sebastian Vettel passa Lewis Hamilton, che non riesce a ripassare il tedesco dopo la prima curva. Dietro Valtteri Bottas mantiene il terzo posto, davanti a Daniel Ricciardo ed Esteban Ocon, che ha passato Kimi Räikkönen. Il finlandese della Ferrari riesce quasi subito a recuperare la posizione sul pilota francese.
I primi giri vivono sul duello tra Bottas e Ricciardo per la terza posizione, con l'australiano che prova in più occasioni a passare il pilota della Mercedes. Nelle retrovie si fa largo Max Verstappen che, partito sedicesimo, già al terzo giro è nella zona dei punti.
Al sesto giro, grazie all'uso del DRS, Hamilton passa Vettel per la prima posizione, al termine del lungo rettifilo. Il tedesco tenta di rispondere ma senza successo. Al decimo passaggio Verstappen passa anche Ocon, installandosi al sesto posto.
L'altro pilota della Red Bull Racing, Ricciardo, si allontana da Bottas e deve ora subire l'avvicinamento da parte di Räikkönen; resiste all'attacco del finnico, ma al giro 13 si ferma per il suo cambio gomme. Rientra in pista nono, ma supera quasi subito Carlos Sainz Jr.. Al quindicesimo giro si ferma, per la sosta, anche Ocon. Ancora un giro e Ricciardo è costretto al ritiro per una perdita di potenza del motore.
Al giro 17 si ferma, per montare la gomma soft, Vettel; la Mercedes decide invece di proseguire, anche se la vettura del tedesco si presenta subito veloce. Bottas si ferma al giro 19, un giro dopo tocca a Hamilton. Anche il britannico monta gomme soft, rientrando in pista davanti a Vettel seppur per pochi decimi. L'altro pilota della Ferrari, Räikkönen, si ferma al ventesimo giro.
In testa si trova così Verstappen, che però cede la prima piazza a Hamilton al giro 23: l'olandese attende fino al venticinquesimo giro per la sua sosta. Ora la classifica vede al comando Hamilton, seguito da Vettel, Bottas e Räikkönen. Al trentesimo passaggio effettua la sosta anche Felipe Massa, che era risalito sesto ed era riuscito a parare gli attacchi delle due Force India. Al trentaquattresimo giro Sergio Pérez, che aveva chiesto strada al compagno di scuderia Ocon, è passato da Sainz, che s'issa al settimo posto.
Nella fase centrale della gara Räikkönen si avvicina al connazionale Bottas, ma non riesce a trovare lo spazio per un sorpasso. Al giro 38 Verstappen effettua la seconda sosta, montando gomme supersoft. Un giro dopo anche Vettel segue la stessa strategia: il tedesco cede due posizioni, ma rientra in pista davanti all'olandese.
Al quarantaduesimo passaggio Räikkönen ha la meglio su Bottas, e coglie il secondo posto. All'inizio del giro 51 Vettel, sfruttando il doppiaggio di Stoffel Vandoorne, passa Bottas alla prima curva. Un giro dopo, grazie alla strada lasciata da Räikkönen, Vettel è secondo.
Bottas, in crisi con le gomme, cede ancora una posizione a Verstappen e decide di effettuare la seconda sosta: l'ampio vantaggio sul resto del gruppo gli permette di mantenere la quinta posizione. All'ultimo giro Verstappen passa anche Räikkönen, ponendosi terzo. Perderà poi il podio per la decisione dei commissari di gara, che lo penalizzeranno di cinque secondi per essere uscito dai limiti della pista ed aver tratto così vantaggio nel sorpasso ai danni di Räikkönen.
Lewis Hamilton vince così il gran premio numero sessantadue in carriera avvicinandosi anche al quarto titolo piloti. Per il quarto anno consecutivo la Mercedes trionfa nel mondiale costruttori.

### Gran Premio del Messico
Max Verstappen attacca Sebastian Vettel alla prima curva, i due si toccano e cerca di approfittarne Lewis Hamilton che però, a sua volta, è toccato da Vettel con l'ala anteriore e subisce una foratura della posteriore destra. Verstappen, indenne, è primo mentre sia Vettel che Hamilton sono costretti ad un pit-stop: il tedesco per sostituire il musetto danneggiato, il britannico per cambiare gli pneumatici. Hamilton comunque si troverà a correre l'intero gran premio anche col diffusore danneggiato.
Alle spalle di Verstappen si piazzano Valtteri Bottas, Esteban Ocon, Nico Hülkenberg, Carlos Sainz Jr., Sergio Pérez e Kimi Räikkönen. Anche Sainz è costretto a una sosta ai box, al secondo giro, che lo fa retrocedere nelle ultime posizioni. Al quinto giro si ritira Daniel Ricciardo, per un problema al turbo.
Vettel inizia la sua rimonta, e, al dodicesimo giro, rischia un altro contatto, questa volta con Felipe Massa, nella lotta per il quindicesimo posto. Poco prima anche Fernando Alonso e Romain Grosjean, in corsa per l'undicesima posizione, avevano rischiato un incidente.
Al giro 18 c'è la sosta per Pérez, seguito, due giri dopo, dal compagno di team, Ocon. Al giro 21 Verstappen doppia Hamilton, che ha delle difficoltà a passare Sainz. Al ventitreesimo passaggio sosta anche per Hülkenberg, che rientra in gara davanti a Pérez, ma poco dopo è costretto al ritiro.
La gara è sempre comandata da Verstappen, davanti a Bottas, Räikkönen, Lance Stroll, poi Ocon, Kevin Magnussen e Pérez. Al trentesimo giro Pérez passa il danese. Un giro dopo Brendon Hartley è costretto ad abbandonare il gran premio col motore in fiamme. Viene stabilita la virtual safety car. Ne approfittano per il cambio gomme, tra gli altri, Verstappen, Bottas, Räikkönen, Stroll oltre che Vettel e Hamilton. Alla ripartenza Ocon si trova davanti a Stroll.
Al trentasettesimo giro Vettel è settimo, dopo aver passato anche Magnussen. Il tedesco conquista il sesto posto dopo aver passato il pilota di casa, Pérez, al giro 50. Quattro giri e il pilota della Ferrari passa anche Stroll; infine, al giro 57, ha la meglio anche su Esteban Ocon, e si piazza quarto alle spalle del compagno di team, Räikkönen. Un giro prima Hamilton era entrato in zona punti, diventando poi nono al giro 67 dopo aver avuto la meglio, a seguito di un acceso duello, su Alonso.
Max Verstappen vince, per la terza volta in carriera. Räikkönen, terzo, ottiene il novantesimo podio nel mondiale. Solo i primi quattro piloti chiudono a pieni giri. Lewis Hamilton, col nono posto, ottiene la certezza matematica del quarto titolo mondiale. Per la quarta volta il titolo piloti viene deciso dal Gran Premio del Messico, l'ultima volta nel 1968 col mondiale assegnato a Graham Hill. Inoltre Hamilton diventa anche il pilota britannico di Formula 1 ad aver vinto più titoli iridati.

### Gran Premio del Brasile
Sebastian Vettel brucia al via Valtteri Bottas, e alla prima curva si pone al comando della gara. Kimi Räikkönen è terzo, davanti a Max Verstappen, Fernando Alonso, Felipe Massa e Sergio Pérez. Nelle retrovie Daniel Ricciardo va in testacoda, ma è capace di ripartire; Kevin Magnussen entra in collisione con Stoffel Vandoorne ed entrambi sono costretti al ritiro. Poche curve più avanti vi è la collisione tra Esteban Ocon e Romain Grosjean: il pilota della Force India deve abbandonare la gara. Per Ocon è il primo ritiro in F1, dopo 27 gare. La direzione di gara invia in pista la safety car, che vi rimane per 5 giri. Alla ripartenza Vettel è sempre primo, davanti ai due finlandesi, mentre Massa passa Alonso.
Lewis Hamilton, partito dalla pit line, inizia la sua rimonta scalando, già all'undicesimo giro, all'ottavo posto. Al giro 14 il britannico passa anche Pérez. Anche Ricciardo, dopo il problema al via, recupera diverse posizioni, passando Nico Hülkenberg per il nono posto al diciannovesimo passaggio. Un giro dopo, dopo aver sorpassato Alonso e Massa, Hamilton è quinto.
Al ventisettesimo giro Bottas effettua la sua sosta per il cambio delle gomme; Vettel e Verstappen attendono ancora un giro: il tedesco rientra in pista davanti al finlandese della Mercedes. Dopo il pit stop di Räikkönen, Hamilton si trova a condurre davanti a Vettel e Bottas. Al giro 33 Ricciardo, che non si è ancora fermato, lascia sfilare Verstappen. Al giro 43 si fermano Hamilton e Ricciardo. Il britannico rientra in pista quinto, mentre l'australiano è ottavo. Vettel riconquista la testa del gran premio.
Tra il quarantacinquesimo e quarantasettesimo giro Ricciardo passa Alonso e Massa, salendo al sesto posto, alle spalle di Hamilton. Al cinquantottesimo giro il pilota della Mercedes supera Verstappen, conquistando il quarto posto. Negli ultimi giri Hamilton cerca anche di avvicinarsi a Räikkönen, senza però riuscire a impensierirlo.
Vettel conquista la quinta vittoria stagionale, la quarantasettesima nel totale della carriera in F1.

### Gran Premio di Abu Dhabi

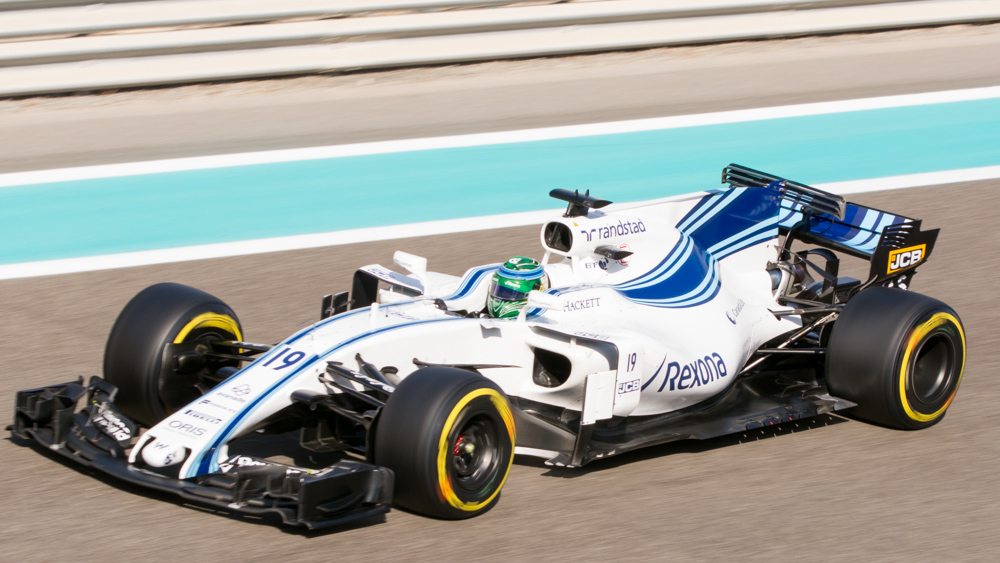
Felipe Massa disputa, ad Abu Dhabi, la sua ultima gara in F1.

Al via, Valtteri Bottas mantiene il comando della gara, seguito dal compagno di squadra Lewis Hamilton; alle loro spalle ci sono Sebastian Vettel, Daniel Ricciardo, Kimi Räikkönen, Max Verstappen e Nico Hülkenberg. Quest'ultimo però viene penalizzato di 5 secondi, da scontare al pit stop, per aver tagliato una curva nel corso del primo giro, per difendere la posizione dagli attacchi di altri piloti.
La classifica tra i primi dieci rimane invariata fino al giro 14, quando Verstappen anticipa la sua sosta ai box: l'olandese rientra in pista nono. Räikkönen, per difendere la posizione, si ferma un giro dopo, e rientra in pista davanti al pilota della Red Bull Racing, non capace di passare Esteban Ocon. Sergio Pérez, che è settimo, si ferma al giro 16, mentre Hülkenberg effettua la sosta, con annessa penalizzazione, al giro 17.
Ricciardo si ferma al diciannovesimo giro, ritirandosi un giro dopo per un problema idraulico. Vettel si ferma al giro 20, seguito dopo un giro da Bottas. Hamilton rimane in pista fino al ventiquattresimo giro, nel tentativo di recuperare la prima posizione dopo la sosta. Ciò non succede: Bottas mantiene la vetta, davanti al compagno di team; Vettel è terzo, davanti a Räikkönen, Verstappen, Ocon e le due Renault di Carlos Sainz Jr. e Hülkenberg.
Nei giri seguenti Hamilton aumenta il ritmo, portandosi a meno di un secondo da Bottas. Un errore del neocampione del mondo, al giro 32, riporta però Hamilton a distanza dal capoclassifica. Nello stesso giro si fermano, per cambiare gli pneumatici, sia Ocon che Sainz. Lo spagnolo ritorna in pista prima che la gomma anteriore sinistra sia fissata alla vettura: poco dopo essere uscito dalla corsia dei box è costretto al ritiro. Hülkenberg risale sesto, davanti alle due Force India.
Negli ultimi giri Hamilton tenta ancora di avvicinarsi a Bottas, ma senza successo. Il finlandese conquista la terza vittoria nel mondiale, e il primo hat trick della sua esperienza nella massima formula. Per la Mercedes è la quarantesima doppietta. Felipe Massa chiude la sua carriera in F1 con il decimo posto, e un punto iridato.

## Risultati

### Risultato dei Gran Premi
| Nº | Gran Premio                   | Circuito                | Pole position    | Giro veloce      | Pilota vincitore | Scuderia vincitrice       | Resoconto |
| -- | ----------------------------- | ----------------------- | ---------------- | ---------------- | ---------------- | ------------------------- | --------- |
| 1  | Gran Premio d'Australia       | Melbourne               | Lewis Hamilton   | Kimi Räikkönen   | Sebastian Vettel | Ferrari                   | Resoconto |
| 2  | Gran Premio di Cina           | Shanghai                | Lewis Hamilton   | Lewis Hamilton   | Lewis Hamilton   | Mercedes                  | Resoconto |
| 3  | Gran Premio del Bahrein       | Sakhir                  | Valtteri Bottas  | Lewis Hamilton   | Sebastian Vettel | Ferrari                   | Resoconto |
| 4  | Gran Premio di Russia         | Soči                    | Sebastian Vettel | Kimi Räikkönen   | Valtteri Bottas  | Mercedes                  | Resoconto |
| 5  | Gran Premio di Spagna         | Circuito di Catalogna   | Lewis Hamilton   | Lewis Hamilton   | Lewis Hamilton   | Mercedes                  | Resoconto |
| 6  | Gran Premio di Monaco         | Circuito di Monte Carlo | Kimi Räikkönen   | Sergio Pérez     | Sebastian Vettel | Ferrari                   | Resoconto |
| 7  | Gran Premio del Canada        | Montréal                | Lewis Hamilton   | Lewis Hamilton   | Lewis Hamilton   | Mercedes                  | Resoconto |
| 8  | Gran Premio d'Azerbaigian     | Baku                    | Lewis Hamilton   | Sebastian Vettel | Daniel Ricciardo | Red Bull Racing-TAG Heuer | Resoconto |
| 9  | Gran Premio d'Austria         | Red Bull Ring           | Valtteri Bottas  | Lewis Hamilton   | Valtteri Bottas  | Mercedes                  | Resoconto |
| 10 | Gran Premio di Gran Bretagna  | Silverstone             | Lewis Hamilton   | Lewis Hamilton   | Lewis Hamilton   | Mercedes                  | Resoconto |
| 11 | Gran Premio d'Ungheria        | Hungaroring             | Sebastian Vettel | Fernando Alonso  | Sebastian Vettel | Ferrari                   | Resoconto |
| 12 | Gran Premio del Belgio        | Spa-Francorchamps       | Lewis Hamilton   | Sebastian Vettel | Lewis Hamilton   | Mercedes                  | Resoconto |
| 13 | Gran Premio d'Italia          | Monza                   | Lewis Hamilton   | Daniel Ricciardo | Lewis Hamilton   | Mercedes                  | Resoconto |
| 14 | Gran Premio di Singapore      | Singapore               | Sebastian Vettel | Lewis Hamilton   | Lewis Hamilton   | Mercedes                  | Resoconto |
| 15 | Gran Premio della Malesia     | Sepang                  | Lewis Hamilton   | Sebastian Vettel | Max Verstappen   | Red Bull Racing-TAG Heuer | Resoconto |
| 16 | Gran Premio del Giappone      | Suzuka                  | Lewis Hamilton   | Valtteri Bottas  | Lewis Hamilton   | Mercedes                  | Resoconto |
| 17 | Gran Premio degli Stati Uniti | Circuito delle Americhe | Lewis Hamilton   | Sebastian Vettel | Lewis Hamilton   | Mercedes                  | Resoconto |
| 18 | Gran Premio del Messico       | Città del Messico       | Sebastian Vettel | Sebastian Vettel | Max Verstappen   | Red Bull Racing-TAG Heuer | Resoconto |
| 19 | Gran Premio del Brasile       | Interlagos              | Valtteri Bottas  | Max Verstappen   | Sebastian Vettel | Ferrari                   | Resoconto |
| 20 | Gran Premio di Abu Dhabi      | Yas Marina              | Valtteri Bottas  | Valtteri Bottas  | Valtteri Bottas  | Mercedes                  | Resoconto |

### Risultato delle qualifiche
| Nº    | Pilota             |      |      |    |       |       |      |    |       |     |       |      |       |       |      |       |       |       |       |       |       |
| ----- | ------------------ | ---- | ---- | -- | ----- | ----- | ---- | -- | ----- | --- | ----- | ---- | ----- | ----- | ---- | ----- | ----- | ----- | ----- | ----- | ----- |
| 2     | Stoffel Vandoorne  | 18   | 15   | 17 | 20+15 | 20+10 | 12+3 | 16 | 18+35 | 13  | 8     | 8    | 20+65 | 18+25 | 9    | 7     | 9     | 20+30 | 19+35 | 12    | 13    |
| 3     | Daniel Ricciardo   | P    | 5    | 4  | 5     | 6     | 5    | 6  | 10    | 4   | 19+15 | 6    | 6     | 16+25 | 3    | 4     | 3     | 4     | 16+20 | 14+10 | 4     |
| 5     | Sebastian Vettel   | 2    | 2    | 3  | 1     | 2     | 2    | 2  | 4     | 2   | 3     | 1    | 2     | 6     | 1    | 20+20 | 2     | 2     | 1     | 2     | 3     |
| 7     | Kimi Räikkönen     | 4    | 4    | 5  | 2     | 4     | 1    | 4  | 3     | 3   | 2     | 2    | 4     | 5     | 4    | 2     | 10+5  | 5     | 5     | 3     | 5     |
| 8     | Romain Grosjean    | 6    | 19+5 | 9  | 19    | 14    | 8    | 14 | 16    | 6   | 10    | 14   | 11    | 20+5  | 15   | 16    | 13    | 12    | 15    | 11    | 16    |
| 9     | Marcus Ericsson    | 14   | 14   | 19 | 18    | 16    | 19+5 | 19 | 17    | 19  | 18    | 20   | 17+5  | 11    | 20+5 | 19    | 16    | 13    | 12    | 17+5  | 19    |
| 10    | Pierre Gasly       |      |      |    |       |       |      |    |       |     |       |      |       |       |      | 15    | 14    |       | 20+20 | 19+25 | 17    |
| 11    | Sergio Pérez       | 10   | 8    | 18 | 9     | 8     | 7    | 8  | 6     | 7   | 6     | 8    | 8     | 10+5  | 12   | 9     | 7     | 9     | 9     | 5     | 8     |
| 14    | Fernando Alonso    | 12   | 13   | 15 | 15    | 7     |      | 12 | 19+40 | 12  | 20+30 | 7    | 10    | 19+35 | 8    | 10    | 20+35 | 8     | 18+20 | 6     | 11    |
| 18    | Lance Stroll       | 20+5 | 10   | 12 | 11    | 18    | 17   | 17 | 8     | 18  | 15    | 17   | 15    | 2     | 18   | 13    | 15    | 15+3  | 11    | 16+5  | 15    |
| 19    | Felipe Massa       | 7    | 6    | 8  | 6     | 9     | 14   | 7  | 9     | 17  | 14    | SP   | 16+5  | 7     | 17   | 11    | 8     | 10    | 10    | 9     | 10    |
| 20    | Kevin Magnussen    | 17   | 12   | 20 | 13    | 11    | 11   | 18 | 12    | 15  | 16    | 15   | 12    | 9     | 16   | 17    | 12    | 17+3  | 14    | 13    | 14    |
| 22    | Jenson Button      |      |      |    |       |       | P    |    |       |     |       |      |       |       |      |       |       |       |       |       |       |
| 26    | Daniil Kvjat       | 9    | 9    | 11 | 12    | 19    | 9    | 11 | 11    | 14  | 12    | 16+3 | 19+20 | 8     | 13   |       |       | 11    |       |       |       |
| 27    | Nico Hülkenberg    | 11   | 7    | 7  | 8     | 13    | 10   | 10 | 13    | 11  | 5     | 12+5 | 7     | 14+10 | 7    | 8     | 11    | 18+20 | 7     | 7     | 7     |
| 30    | Jolyon Palmer      | 19   | 20+5 | 10 | 16    | 17    | 16   | 15 | 20    | 16  | 11    | 10   | 14+5  | 17+15 | 11   | 12    | 18+20 |       |       |       |       |
| 31    | Esteban Ocon       | 13   | 17   | 14 | 10    | 10    | 15   | 9  | 7     | 9   | 7     | 9    | 9     | 3     | 14   | 6     | 5     | 6     | 6     | 10    | 9     |
| 33    | Max Verstappen     | 5    | 16   | 6  | 7     | 5     | 4    | 5  | 5     | 5   | 4     | 5    | 5     | 13+20 | 2    | 3     | 4     | 16+15 | 2     | 4     | 6     |
| 36    | Antonio Giovinazzi | 16   | 18+5 |    |       |       |      |    |       |     |       |      |       |       |      |       |       |       |       |       |       |
| 39/28 | Brendon Hartley    |      |      |    |       |       |      |    |       |     |       |      |       |       |      |       |       | 19+25 | 17+20 | 18+10 | 20+10 |
| 40    | Paul di Resta      |      |      |    |       |       |      |    |       |     |       | 19   |       |       |      |       |       |       |       |       |       |
| 44    | Lewis Hamilton     | 1    | 1    | 2  | 4     | 1     | 13   | 1  | 1     | 8+5 | 1     | 4    | 1     | 1     | 5    | 1     | 1     | 1     | 3     | P     | 2     |
| 55    | Carlos Sainz Jr.   | 8    | 11   | 16 | 14+3  | 12    | 6    | 13 | 15+3  | 10  | 13    | 9    | 13    | 15+10 | 10   | 14    | 19+20 | 7     | 8     | 8     | 12    |
| 77    | Valtteri Bottas    | 3    | 3    | 1  | 3     | 3     | 3    | 3  | 2     | 1   | 9+5   | 3    | 3     | 4     | 6    | 5     | 6+5   | 3     | 4     | 1     | 1     |
| 94    | Pascal Wehrlein    | SP   | INF  | 13 | 17    | 15    | 18   | P  | 14    | P   | 17    | 18   | 18+5  | 12    | 19   | 18    | 17    | 14    | 13    | 15    | 18    |
| Nº    | Pilota             |      |      |    |       |       |      |    |       |     |       |      |       |       |      |       |       |       |       |       |       |

| Legenda | + – Precede il numero di posizioni di penalità sulla griglia di partenza. § – Indica quei piloti che per penalità sono stati retrocessi in fondo alla griglia di partenza. P – Indica quei piloti che hanno preso il via dalla pit lane. |

## Classifiche

### Sistema di punteggio
| Posizione | 1ª | 2ª | 3ª | 4ª | 5ª | 6ª | 7ª | 8ª | 9ª | 10ª |
| Punti     | 25 | 18 | 15 | 12 | 10 | 8  | 6  | 4  | 2  | 1   |

### Classifica piloti
| Pos. | Pilota             |     |     |     |     |     |     |     |     |     |     |     |     |     |     |     |     |     |     |     |     | Punti |
| ---- | ------------------ | --- | --- | --- | --- | --- | --- | --- | --- | --- | --- | --- | --- | --- | --- | --- | --- | --- | --- | --- | --- | ----- |
| 1    | Lewis Hamilton     | 2   | 1   | 2   | 4   | 1   | 7   | 1   | 5   | 4   | 1   | 4   | 1   | 1   | 1   | 2   | 1   | 1   | 9   | 4   | 2   | 363   |
| 2    | Sebastian Vettel   | 1   | 2   | 1   | 2   | 2   | 1   | 4   | 4   | 2   | 7   | 1   | 2   | 3   | Rit | 4   | Rit | 2   | 4   | 1   | 3   | 317   |
| 3    | Valtteri Bottas    | 3   | 6   | 3   | 1   | Rit | 4   | 2   | 2   | 1   | 2   | 3   | 5   | 2   | 3   | 5   | 4   | 5   | 2   | 2   | 1   | 305   |
| 4    | Kimi Räikkönen     | 4   | 5   | 4   | 3   | Rit | 2   | 7   | 14* | 5   | 3   | 2   | 4   | 5   | Rit | NP  | 5   | 3   | 3   | 3   | 4   | 205   |
| 5    | Daniel Ricciardo   | Rit | 4   | 5   | Rit | 3   | 3   | 3   | 1   | 3   | 5   | Rit | 3   | 4   | 2   | 3   | 3   | Rit | Rit | 6   | Rit | 200   |
| 6    | Max Verstappen     | 5   | 3   | Rit | 5   | Rit | 5   | Rit | Rit | Rit | 4   | 5   | Rit | 10  | Rit | 1   | 2   | 4   | 1   | 5   | 5   | 168   |
| 7    | Sergio Pérez       | 7   | 9   | 7   | 6   | 4   | 13  | 5   | Rit | 7   | 9   | 8   | 17* | 9   | 5   | 6   | 7   | 8   | 7   | 9   | 7   | 100   |
| 8    | Esteban Ocon       | 10  | 10  | 10  | 7   | 5   | 12  | 6   | 6   | 8   | 8   | 9   | 9   | 6   | 10  | 10  | 6   | 6   | 5   | Rit | 8   | 87    |
| 9    | Carlos Sainz Jr.   | 8   | 7   | Rit | 10  | 7   | 6   | Rit | 8   | Rit | Rit | 7   | 10  | 14  | 4   | Rit | Rit | 7   | Rit | 11  | Rit | 54    |
| 10   | Nico Hülkenberg    | 11  | 12  | 9   | 8   | 6   | Rit | 8   | Rit | 13  | 6   | 17* | 6   | 13  | Rit | 16  | Rit | Rit | Rit | 10  | 6   | 43    |
| 11   | Felipe Massa       | 6   | 14  | 6   | 9   | 13  | 9   | Rit | Rit | 9   | 10  | SP  | 8   | 8   | 11  | 9   | 10  | 9   | 11  | 7   | 10  | 43    |
| 12   | Lance Stroll       | Rit | Rit | Rit | 11  | 16  | 15* | 9   | 3   | 10  | 16  | 14  | 11  | 7   | 8   | 8   | Rit | 11  | 6   | 16  | 18  | 40    |
| 13   | Romain Grosjean    | Rit | 11  | 8   | Rit | 10  | 8   | 10  | 13  | 6   | 13  | Rit | 7   | 15  | 9   | 13  | 9   | 14  | 15  | 15  | 11  | 28    |
| 14   | Kevin Magnussen    | Rit | 8   | Rit | 13  | 14  | 10  | 12  | 7   | Rit | 12  | 13  | 15  | 11  | Rit | 12  | 8   | 16  | 8   | Rit | 13  | 19    |
| 15   | Fernando Alonso    | Rit | Rit | 14* | NP  | 12  |     | 16* | 9   | Rit | Rit | 6   | Rit | 17* | Rit | 11  | 11  | Rit | 10  | 8   | 9   | 17    |
| 16   | Stoffel Vandoorne  | 13  | Rit | NP  | 14  | Rit | Rit | 14  | 12  | 12  | 11  | 10  | 14  | Rit | 7   | 7   | 14  | 12  | 12  | Rit | 12  | 13    |
| 17   | Jolyon Palmer      | Rit | 13  | 13  | Rit | 15  | 11  | 11  | Rit | 11  | NP  | 12  | 13  | Rit | 6   | 15  | 12  |     |     |     |     | 8     |
| 18   | Pascal Wehrlein    | SP  |     | 11  | 16  | 8   | Rit | 15  | 10  | 14  | 17  | 15  | Rit | 16  | 12  | 17  | 15  | Rit | 14  | 14  | 14  | 5     |
| 19   | Daniil Kvjat       | 9   | Rit | 12  | 12  | 9   | 14* | Rit | Rit | 16  | 15  | 11  | 12  | 12  | Rit |     |     | 10  |     |     |     | 5     |
| 20   | Marcus Ericsson    | Rit | 15  | Rit | 15  | 11  | Rit | 13  | 11  | 15  | 14  | 16  | 16  | 18* | Rit | 18  | Rit | 15  | Rit | 13  | 17  | 0     |
| 21   | Pierre Gasly       |     |     |     |     |     |     |     |     |     |     |     |     |     |     | 14  | 13  |     | 13  | 12  | 16  | 0     |
| 22   | Antonio Giovinazzi | 12  | Rit |     |     |     |     |     |     |     |     |     |     |     |     |     |     |     |     |     |     | 0     |
| 23   | Brendon Hartley    |     |     |     |     |     |     |     |     |     |     |     |     |     |     |     |     | 13  | Rit | Rit | 15  | 0     |
| -    | Jenson Button      |     |     |     |     |     | Rit |     |     |     |     |     |     |     |     |     |     |     |     |     |     | 0     |
| -    | Paul di Resta      |     |     |     |     |     |     |     |     |     |     | Rit |     |     |     |     |     |     |     |     |     | 0     |
| Pos. | Pilota             |     |     |     |     |     |     |     |     |     |     |     |     |     |     |     |     |     |     |     |     | Punti |

| Legenda | 1º posto     | 2º posto | 3º posto    | A punti         | Senza punti/Non class.  | Grassetto – Pole position Corsivo – Giro più veloce |
| Legenda | Squalificato | Ritirato | Non partito | Non qualificato | Solo prove/Terzo pilota | Grassetto – Pole position Corsivo – Giro più veloce |

* – Indica i piloti ritirati ma ugualmente classificati avendo coperto, come previsto dal regolamento, almeno il 90% della distanza di gara.

### Classifica costruttori
| Pos. | Costruttore               | Pilota     |     |     |     |     |     |     |     |     |     |     |     |     |     |     |     |     |     |     |     |     | Punti |
| ---- | ------------------------- | ---------- | --- | --- | --- | --- | --- | --- | --- | --- | --- | --- | --- | --- | --- | --- | --- | --- | --- | --- | --- | --- | ----- |
| 1    | Mercedes                  | Hamilton   | 2   | 1   | 2   | 4   | 1   | 7   | 1   | 5   | 4   | 1   | 4   | 1   | 1   | 1   | 2   | 1   | 1   | 9   | 4   | 2   | 668   |
| 1    | Mercedes                  | Bottas     | 3   | 6   | 3   | 1   | Rit | 4   | 2   | 2   | 1   | 2   | 3   | 5   | 2   | 3   | 5   | 4   | 5   | 2   | 2   | 1   | 668   |
| 2    | Ferrari                   | Vettel     | 1   | 2   | 1   | 2   | 2   | 1   | 4   | 4   | 2   | 7   | 1   | 2   | 3   | Rit | 4   | Rit | 2   | 4   | 1   | 3   | 522   |
| 2    | Ferrari                   | Räikkönen  | 4   | 5   | 4   | 3   | Rit | 2   | 7   | 14* | 5   | 3   | 2   | 4   | 5   | Rit | NP  | 5   | 3   | 3   | 3   | 4   | 522   |
| 3    | Red Bull Racing-TAG Heuer | Ricciardo  | Rit | 4   | 5   | Rit | 3   | 3   | 3   | 1   | 3   | 5   | Rit | 3   | 4   | 2   | 3   | 3   | Rit | Rit | 6   | Rit | 368   |
| 3    | Red Bull Racing-TAG Heuer | Verstappen | 5   | 3   | Rit | 5   | Rit | 5   | Rit | Rit | Rit | 4   | 5   | Rit | 10  | Rit | 1   | 2   | 4   | 1   | 5   | 5   | 368   |
| 4    | Force India-Mercedes      | Pérez      | 7   | 9   | 7   | 6   | 4   | 13  | 5   | Rit | 7   | 9   | 8   | 17* | 9   | 5   | 6   | 7   | 8   | 7   | 9   | 7   | 187   |
| 4    | Force India-Mercedes      | Ocon       | 10  | 10  | 10  | 7   | 5   | 12  | 6   | 6   | 8   | 8   | 9   | 9   | 6   | 10  | 10  | 6   | 6   | 5   | Rit | 8   | 187   |
| 5    | Williams-Mercedes         | Massa      | 6   | 14  | 6   | 9   | 13  | 9   | Rit | Rit | 9   | 10  | SP  | 8   | 8   | 11  | 9   | 10  | 9   | 11  | 7   | 10  | 83    |
| 5    | Williams-Mercedes         | Di Resta   |     |     |     |     |     |     |     |     |     |     | Rit |     |     |     |     |     |     |     |     |     | 83    |
| 5    | Williams-Mercedes         | Stroll     | Rit | Rit | Rit | 11  | 16  | 15* | 9   | 3   | 10  | 16  | 14  | 11  | 7   | 8   | 8   | Rit | 11  | 6   | 16  | 18  | 83    |
| 6    | Renault                   | Hülkenberg | 11  | 12  | 9   | 8   | 6   | Rit | 8   | Rit | 13  | 6   | 17* | 6   | 13  | Rit | 16  | Rit | Rit | Rit | 10  | 6   | 57    |
| 6    | Renault                   | Palmer     | Rit | 13  | 13  | Rit | 15  | 11  | 11  | Rit | 11  | NP  | 12  | 13  | Rit | 6   | 15  | 12  |     |     |     |     | 57    |
| 6    | Renault                   | Sainz Jr.  |     |     |     |     |     |     |     |     |     |     |     |     |     |     |     |     | 7   | Rit | 11  | Rit | 57    |
| 7    | Toro Rosso                | Kvjat      | 9   | Rit | 12  | 12  | 9   | 14* | Rit | Rit | 16  | 15  | 11  | 12  | 12  | Rit |     |     | 10  |     |     |     | 53    |
| 7    | Toro Rosso                | Gasly      |     |     |     |     |     |     |     |     |     |     |     |     |     |     | 14  | 13  |     | 13  | 12  | 16  | 53    |
| 7    | Toro Rosso                | Sainz Jr.  | 8   | 7   | Rit | 10  | 7   | 6   | Rit | 8   | Rit | Rit | 7   | 10  | 14  | 4   | Rit | Rit |     |     |     |     | 53    |
| 7    | Toro Rosso                | Hartley    |     |     |     |     |     |     |     |     |     |     |     |     |     |     |     |     | 13  | Rit | Rit | 15  | 53    |
| 8    | Haas-Ferrari              | Grosjean   | Rit | 11  | 8   | Rit | 10  | 8   | 10  | 13  | 6   | 13  | Rit | 7   | 15  | 9   | 13  | 9   | 14  | 15  | 15  | 11  | 47    |
| 8    | Haas-Ferrari              | Magnussen  | Rit | 8   | Rit | 13  | 14  | 10  | 12  | 7   | Rit | 12  | 13  | 15  | 11  | Rit | 12  | 8   | 16  | 8   | Rit | 13  | 47    |
| 9    | McLaren-Honda             | Alonso     | Rit | Rit | 14* | NP  | 12  |     | 16* | 9   | Rit | Rit | 6   | Rit | 17* | Rit | 11  | 11  | Rit | 10  | 8   | 9   | 30    |
| 9    | McLaren-Honda             | Button     |     |     |     |     |     | Rit |     |     |     |     |     |     |     |     |     |     |     |     |     |     | 30    |
| 9    | McLaren-Honda             | Vandoorne  | 13  | Rit | NP  | 14  | Rit | Rit | 14  | 12  | 12  | 11  | 10  | 14  | Rit | 7   | 7   | 14  | 12  | 12  | Rit | 12  | 30    |
| 10   | Sauber-Ferrari            | Ericsson   | Rit | 15  | Rit | 15  | 11  | Rit | 13  | 11  | 15  | 14  | 16  | 16  | 18* | Rit | 18  | Rit | 15  | Rit | 13  | 17  | 5     |
| 10   | Sauber-Ferrari            | Wehrlein   | SP  |     | 11  | 16  | 8   | Rit | 15  | 10  | 14  | 17  | 15  | Rit | 16  | 12  | 17  | 15  | Rit | 14  | 14  | 14  | 5     |
| 10   | Sauber-Ferrari            | Giovinazzi | 12  | Rit |     |     |     |     |     |     |     |     |     |     |     |     |     |     |     |     |     |     | 5     |
| Pos. | Costruttore               | Pilota     |     |     |     |     |     |     |     |     |     |     |     |     |     |     |     |     |     |     |     |     | Punti |

| Legenda | Grassetto – Pole position Corsivo – Giro più veloce | 1º posto     | 2º posto | 3º posto    | A punti         | Senza punti |
| Legenda | Grassetto – Pole position Corsivo – Giro più veloce | Squalificato | Ritirato | Non partito | Non qualificato | Solo prove  |

 * – Indica i piloti ritirati ma ugualmente classificati avendo coperto, come previsto dal regolamento, almeno il 90% della distanza di gara.